# マリオ (ゲームキャラクター)

マリオのイニシャルマーク

マリオ（英: Mario）は、任天堂が開発・発売しているコンピューターゲーム「マリオシリーズ」に登場する架空の人物で、同社の登録商標（第2343144号ほか）。

## 概要
1981年（昭和56年）7月9日に稼動を開始したアーケードゲーム『ドンキーコング』で初登場して以来、非常に多くのゲームソフトに登場している。また、任天堂の看板キャラクターとして、任天堂公式ホームページのアイコンなどのデザインに採用されている。
マリオが主役として登場する「マリオシリーズ」の累計販売本数は、代表的なアクションゲームシリーズ「スーパーマリオシリーズ」のみで全世界5億6000万本以上（2025年5月末時点）に達している。この記録はゲーム業界全体で世界1位であり、他社が版権を有するものを含め、過去数十年間のゲーム産業で誕生したフランチャイズにおいてこの記録を上回るものは存在していない。
マリオは世界的に広く知られている。1990年にアメリカで実施されたQスコア（全米子供人気調査）ではミッキーマウスを上回る票を獲得し、2008年のニューヨーク・タイムズの社説では「宮本が約30年前に生み出した口髭を生やしたイタリア人配管工であるマリオはいくつかの調査によればこの星で最もよく認知された架空のキャラクターだ。匹敵するのはミッキーマウスだけだ」（訳文）との記述がある。また、2011年版のギネス世界記録では「ゲーム史上、世界で最も知られているゲームキャラクター」として掲載されている。
エンターブレインが企画する『ファミ通アワード』では2006年度・2007年度の2年連続で「ゲームキャラクター・オブ・ザ・イヤー」を獲得、以降は「殿堂入り」として投票対象外になっている。

## 人物像

### 外見
赤い帽子と紺色のオーバーオールを着用し、鼻の下に口髭を生やしている。こうしたデザインは、16x16のドットでキャラクターを表現するという『ドンキーコング』当時の制約の中で視認性を重視した結果生まれたものである。宮本茂による初期作品のデザインではシャツが青色でオーバーオールが赤色となっていたが、小田部羊一が後にデザインした『スーパーマリオブラザーズ3』以降（日本国外では『Super Mario Bros. 2』、日本国内における『スーパーマリオUSA』）以降）は初期とは逆にシャツが赤色でオーバーオールが青色の配色となり、現行のデザインでも後者の配色が主に用いられている。また、作品の内容や場面によっては普段のそれとは違う服装を身につけていることもある。任天堂の採用情報ページではスーツ姿のマリオが出ている。
「等身大マリオ」フィギュアによれば、身長は155cm。また、体重は明らかにされておらず、『スーパーマリオサンシャイン』のポンプの情報によれば「秘密」とされている。

### 人物設定の変遷
初登場した当時は正式な名前が決まっておらず、「ジャンプマン」「救助マン」「ミスター・ビデオゲーム」といった通称で呼ばれていた。なお「ミスター・ビデオゲーム」の名称は、現在でも、メディアがマリオシリーズの功績を示す際に用いることがある。
1982年稼働開始のアーケードゲーム『ドンキーコングJR.』に登場した際に初めて「マリオ (Mario)」という個人名が与えられ、その後の作品にもこの名前が反映された。命名は任天堂の米国法人・Nintendo of America（NOA）で、当時NOAが拠点として借りていた倉庫の大家であるイタリア系アメリカ人、マリオ・セガールが偶然にもこのキャラクターに似ていたことが由来であるといわれている。倉庫の家賃を滞納していたNOAの社員がセガールの賃料滞納に対する口煩さを揶揄して、当時売れ始めていた『ドンキーコング』に登場する当時無名の主人公（後のマリオ）と偶然、似ていた特徴を持っていたセガールのファーストネームであるマリオをあだ名として付けたという。
実写映画『スーパーマリオ 魔界帝国の女神』におけるフルネームは「マリオ・マリオ」で、NOA関係者の一人が「マリオブラザーズ（マリオ兄弟）」というゲームタイトルから便宜上「マリオ・マリオ」と名付けた。また、2015年9月に開催されたイベント「スーパーマリオ30祭」の壇上では宮本茂は「本当のマリオの名前はマリオ・マリオなんです」と発言していたが、後に任天堂の広報担当者は「映画ではマリオ・マリオという名前だったようですが、宮本にも確認したところ、やはり『マリオ』が正式名称で、マリオ・マリオではありません」と答えている。
年齢は正式に決められていないが、宮本茂によれば24 - 25歳をイメージしているとのこと（『大乱闘スマッシュブラザーズ』シリーズでは26歳前後と記述）。
性格は基本的には勇敢で陽気な性格をしており、『いただきストリート』シリーズなどマリオ自身がセリフを発する作品でもそのように描かれることが多い。敵対しているクッパにも作品によっては気遣ったりする。しかしこの性格は一貫している訳ではなく、自身が人気者であることを自覚しており、それをひけらかして優越的な言動を取るなど作品によっては腹黒とも取れる一面もある。
好きな食べ物は『スーパーマリオサンシャイン』のポンプの情報によれば「スパゲッティ」、嫌いなものは「毒キノコ」（映画『ザ・スーパーマリオブラザーズ・ムービー』だとキノコ全般嫌いだった）と記載されている。リゾートホテルに宿泊した際は「ピザ」を注文していた。映画では自分のスパゲッティに乗っていたキノコをルイージのお皿に乗せる様子も見られる。
普段の長袖オーバーオール姿の他、半袖シャツ、作業服や新郎衣装など様々な服を所持しており、旅行の際は替えの服以外に自前のスリッパを持って行っている。
弟であるルイージには基本的に明るく接しているが、少々ぞんざいに扱う面が垣間見え、『マリオテニスGC』では、ルイージが表彰台に立った際に、彼を妬んで祝福の言葉をかけると同時に足を踏みつけていた。このため、時折ルイージから仕返しされることもある。
仲良しのピーチから鼻や頬にキスされたり自宅に彼女の肖像画も飾っていたりするが、好きな人は秘密となっている。染色体の数も不明とされている。
宮本によれば出自は最初期にはブルックリン区に住まうイタリア系の移民という裏設定が存在していたが現在は出自不明となっている。ただし実写映画『スーパーマリオ 魔界帝国の女神』とアニメ映画『ザ・スーパーマリオブラザーズ・ムービー』では最初期の設定が採用されている。キャラクターデザインに関してはゲームキューブ発売後の『スーパーマリオサンシャイン』以降は大幅に立ち絵が修正され、『マリオパーティ8』以降はプロモーションなどで用いられる3Dの立ち絵がさらに改良され、後に容姿が変更されたピーチ姫やドンキーコングなどを除いてほぼスタイルが固定されるようになった。ゲーム内では出自に関する設定は一切出てこないがイタリア系移民としてのキャラ付けがされており、独特の訛りのあるアメリカ英語や「mamma mia（マンマミーア、「なんてことだ」の意）」などのイタリア語を発している。これは宮本がイタリアの芸術家が好きであることからこのような設定になったという。

### 家族構成
双子の弟「ルイージ」がいる。『マリオストーリー』などではマリオと同居しており、マリオが冒険に出ている間、留守番を担当している。
マリオの赤ん坊時代を描いた『スーパーマリオ ヨッシーアイランド』、『ヨッシーアイランドDS』、『ヨッシー New アイランド』では両親が登場しているが、シルエットと手足が映るのみで詳細は不明である。『スーパーマリオサンシャイン』のポンプの情報によると、マリオ本人も両親の名前は知らないとされている。ただしイタリア系移民の出自設定を起用している『ザ・スーパーマリオブラザーズ・ムービー』では、マリオとその家族の食卓風景が描かれている。

### 職業
冒険家をはじめ、大工やビルの解体屋（『レッキングクルー』）、テニスやボクシングの審判員（『テニス』『パンチアウト!!』）、医者（『ドクターマリオ』シリーズ）、CM展開も行っている玩具製造会社「マリオ・トイ・カンパニー」の社長（『マリオvs.ドンキーコング』シリーズ）などの仕事についている。『スーパーマリオランド2 6つの金貨』では自分の島や城を所有している様子。こうした多様な経歴から、アメリカの経済誌『フォーブス』が企画する「フィクション版世界長者番付」（各フィクションのキャラクターが現代社会に実在すると仮定して、どれくらいの富を築いているかを推測したもの）では「10億ドルの総資産を持つ男」と紹介されている。
マリオシリーズ公式サイト「マリオポータル」では、2017年時点において「実は昔、「配管工」のお仕事もしていたこともあるらしい」と記載されていたが、2018年時点では「職業は配管工」と明記されている。2002年に発売された『スーパーマリオサンシャイン』のポンプの情報では、「職業 配管工」とされていた。実写映画『スーパーマリオ 魔界帝国の女神』とアニメ映画『ザ・スーパーマリオブラザーズ・ムービー』ではブルックリン区在住の配管工として登場している。

## 能力

### 主なアクション
ジャンプ
基本アクション。突き上げた片腕で上方の物を叩いたり、飛び上がった後に足で敵などを踏みつけたりできる。スピンジャンプ、三段跳び、幅跳びなど様々な種類がある。
ダッシュ
基本アクション。加速により幅の狭い穴を通過できる。初期の『スーパーマリオブラザーズ』でのこの操作時に主にコントローラのBボタンを押すことから「Bダッシュ」とも呼ばれ、『いただきストリートDS』ではマリオ自身もBダッシュと呼んでいる。
『マリオカートDS』や『マリオカートWii』には「Bダッシュ」というカートが登場し（後者は改造されたMk.2型）、『マリオカート7』や『マリオカート8』では「Bダッシュ」というフレームが登場する。
ファイアボール
火の玉を前方に向けて発射する技。火の玉は地上を跳ねるような軌道で飛んでいく。基本的にはアイテムの「ファイアフラワー」を取ることで使用できるが、ファイアフラワーを必要としない作品もある。
ヒップドロップ
高いところから急降下する技。地面にある物に衝撃を与えたり、敵を押し潰す事が可能。『スーパーマリオサンシャイン』では、より高い所から急降下すると炎をまとった「スーパーヒップドロップ」となる。『スーパーマリオ オデッセイ』などではヒップドロップの直後にジャンプをすることで「ヒップドロップジャンプ」となり通常より高く飛ぶことができる。

### RPGシリーズでの主な技
ジャンプ
RPGシリーズ全般で初期状態から行うことのできる技。『スーパーマリオRPG』ではスペシャル技とされる。トゲを持っている敵などには効果がなくダメージを受ける。
ファイアボール
『スーパーマリオRPG』『マリオ&ルイージRPGシリーズ』に登場。数発の火の玉で攻撃する。攻撃ボタンの連打により火の玉の数が増える。「ファイアフラワー」「ファイアハンド」という名称の類似した技もある。
スーパージャンプ
『スーパーマリオRPG』に登場。敵単体を連続で踏みつけて攻撃する。
スーパーファイア
『スーパーマリオRPG』に登場。ファイアボールの強化版。マリオの身長より大きい火の玉を発射する。
ウルトラジャンプ
『スーパーマリオRPG』に登場。敵全体を踏みつける。対象は1回目のみ指定でき、その後はランダムである。ジャンプの間隔はスーパージャンプより遅い。
ウルトラファイア
『スーパーマリオRPG』に登場。敵全体に大きな火の玉で攻撃する。火の玉が当たる敵は最初の1発を除きランダムである。
クルリンジャンプ
『マリオストーリー』に登場。「スーパーブーツ」を入手することで使用可能になる。敵を踏みつけたあと、空中で一回転しヒップドロップのような動作で再度踏みつける攻撃。マップ上でも使うことができる。
トルネードジャンプ
『マリオストーリー』に登場。「ウルトラブーツ」を入手することで使用可能になる。敵を踏みつけたあと、空中で横回転して再度踏みつける攻撃。マップ上では、通常のジャンプでは届かない位置にあるブロックを叩いたりする際に用いる。
ハンマー
最初は装備品の1つであったが、『マリオストーリー』からコマンドに入り、技の1つになった。
『ペーパーマリオRPG』のみ始めから使えるが、それ以外は途中でハンマーを入手してから使えるようになる。ジャンプで倒せない敵などに使うことが多い。作品によっては「スーパーハンマー」や「ウルトラハンマー」など、いくつかの種類が存在する。

### 大乱闘スマッシュブラザーズシリーズでの主な技
ファイアボール
手のひらから火の玉を放つワザ。地面をバウンドしながら飛び、空中では重力の影響を受けて落下する。
スーパージャンプパンチ
屈み込んだ体勢からジャンプして相手を突き上げ連続して攻撃するワザ。
『大乱闘スマッシュブラザーズ SPECIAL』では、アクションの際に『スーパーマリオ オデッセイ』のローカルコイン（作品内のポリーン市長の肖像画入りコイン）が飛び出し、マリオの帽子が同作品のキャラクター「キャッピー」になる演出がある。
マリオトルネード
その場で高速回転し、巻き込んだ相手を連続で攻撃するワザ。『スーパーマリオギャラクシー』でも「スピン」という似たワザが登場する。
スーパーマント
マントを出し、相手や飛び道具を反転、発射できる。『スーパーマリオワールド』におけるマリオの装備。
ファイア掌底
体を後ろへ引き、そのあと手先に小さな炎の爆発を起こす掌底打ちを放つ。
ポンプ
水を噴射して相手を押し出すことができる。『スーパーマリオサンシャイン』に登場する道具。
マリオファイナル
強力なワザ「最後の切りふだ」として用いる。両手から螺旋状に広がる炎を打ち出す。

### 変身能力
弟のルイージなどマリオの仲間たちも同等の変身能力を使える作品もあり、その場合は一部の例外を除いて「ファイアマリオ」→「ファイアルイージ」のようにマリオの部分を各キャラクターの名称へそのまま置き換えた呼称になる。
マリオ（チビマリオ、ちびマリオ、ノーマルマリオ）
初代『スーパーマリオブラザーズ』などで、アイテムを何も取得していない状態のマリオ。この状態でゲームが始まることが多い。レンガブロックを壊せず、ダメージを受けると即ミスになる。『スーパーマリオ 3Dランド』や『スーパーマリオ 3Dワールド』では、この状態だと帽子が無くなり、声も高くなる。
単に「マリオ」と呼ばれることが多いが、『スーパーマリオ 3Dランド』や『New スーパーマリオブラザーズ 2』などでは説明書に「ちびマリオ」と明記されているほか、ガイドブック等では「ノーマルマリオ」とされることもある。以降、本稿では原則として「チビマリオ」と表記する。
スーパーマリオ
『スーパーマリオブラザーズ』などで登場。「スーパーキノコ」（作品によってはライフUPキノコやハートなど）を取ることで変身・巨大化する。2D作品などでは「チビマリオ」から「スーパーマリオ」になり、作品によっては「スーパーマリオ」から更に巨大化する（後述の「巨大マリオ」に類する状態となる例もある）。『スーパーマリオ 3Dランド』など、作品によってはこれがゲーム開始時の初期状態となる。『スーパーマリオUSA』ではライフ2以上の状態でこの姿になり、1になるとチビマリオに変化する。
ファイアマリオ
『スーパーマリオブラザーズ』などで登場。「ファイアフラワー」を取ることで変身する。手からファイアボールを放つことができる。『スーパーマリオギャラクシー』と『スーパーマリオギャラクシー2』では一定時間の経過で変身が解けるほか、通常行えるスピンジャンプができなくなる。
無敵マリオ
『スーパーマリオブラザーズ』などで登場。「スーパースター」を取ることで一時的に無敵状態になる。能力は他の変身マリオのものをそのまま重複して引き継ぐ。一部の作品ではジャンプする際に前方宙返りをする。『New スーパーマリオブラザーズ』などでは、一定時間走り続けることで通常よりダッシュの速度が上がる。
しっぽマリオ
『スーパーマリオブラザーズ3』『New スーパーマリオブラザーズ 2』『スーパーマリオメーカー』で登場。「スーパーこのは」を取ることで変身する。臀部に生えた尻尾を振り回して攻撃できるほか、ダッシュ後にジャンプすると空中を飛ぶことができる。空中からの降下時に尻尾を振ると落下速度が遅くなる。
しろしっぽマリオ
『New スーパーマリオブラザーズ 2』で登場する別バージョンのしっぽマリオ。同じコースで5回ミスすると出てくるアシストブロックから出てくる「無敵このは」をとると変身する。通常時のしっぽマリオと無敵マリオの能力を同時に持ち、水上を走ることもできる。コースをクリアすると通常のしっぽマリオに変身する。
タヌキマリオ
『スーパーマリオブラザーズ3』で登場。「タヌキスーツ」を着ることで変身する、しっぽマリオの上位種。しっぽマリオの能力に加え、後述の「地蔵マリオ」に化ける能力を持つ。
『スーパーマリオ 3Dランド』『スーパーマリオ 3Dワールド』では空を飛ぶ能力は無い。
『マリオカート8』では、通常のマリオとは別のプレイヤーキャラクターとして登場。
地蔵マリオ
タヌキマリオが一時的に変身する姿（『スーパーマリオ 3Dランド』では「地蔵このは」取得時限定）。地蔵の姿になる。動けなくなるものの無敵になり、普段踏めない敵を踏めるようになる。また、水中で通常よりも速く沈むようになる。一定時間が経過すると「タヌキマリオ」に戻る。『スーパーマリオアドバンス4』のカードe+追加コースでは地蔵マリオの状態でなければ見えないブロックが登場する他、灰色ブロックを破壊できる。
しろタヌキマリオ
『スーパーマリオ 3Dランド』『スーパーマリオ 3Dワールド』で登場する別バージョンのタヌキマリオ。同じコースで5回ミスすると出てくるアシストブロックから出てくる「無敵このは」をとると変身する。通常時のタヌキマリオと無敵マリオの能力を同時に持つ。コースから出ると通常のタヌキマリオになる。
ハンマーマリオ
『スーパーマリオブラザーズ3』で登場。「ハンマースーツ」を着る事で変身する。ハンマーブロスのようにハンマーを山なりに投げ、通常では倒せない敵を倒せるようになる。また、しゃがみ状態で敵の炎の攻撃を防げるようになる。『スーパーマリオアドバンス4』のカードe+追加コースでは灰色ブロックをハンマーで破壊できる。
クツマリオ
『スーパーマリオブラザーズ3』『スーパーマリオメーカー』に登場。『3』では5-3にのみ登場する敵「クツクリボー」の靴を奪うことで、マリオが巨大な靴の中に入り顔だけを出した状態になる。以前の変身状態は上書きされない。通常は踏めない敵を踏みつけ一撃で倒せるようになる。コースをクリアすると靴が消滅し、以前の状態に戻る。『スーパーマリオアドバンス4』ではカードe+の特定コースでハテナブロックに入った通常のアイテムとしても登場する。
『スーパーマリオメーカー』内のゲームスキンの『スーパーマリオブラザーズ』と『スーパーマリオブラザーズ3』にも登場し、こちらは通常の靴のほかにハイヒールと巨大な靴が存在する。巨大な靴の状態では、通常では破壊できない物を破壊できるようになる。
カエルマリオ
『スーパーマリオブラザーズ3』で登場。「カエルスーツ」を着ることによって変身する。水中での移動が速くなり、水流に逆らっての移動も可能になる。地上では跳ねながら移動するが、甲羅などを持つと通常の歩行・ダッシュができる。『スーパーマリオメーカー』ではキャラマリオとして登場し、『スーパーマリオメーカー2』ではVer.3.0.0にてアイテムとして使えるようになった。マルチプレイではマリオが変身すると赤色になる。
マントマリオ
『スーパーマリオワールド』『スーパーマリオメーカー』で登場。「マント羽根」を取ることで変身する。装着したマントを振り回すことによる攻撃のほか、ダッシュ後のジャンプにより長距離飛行ができる。また、空中から急降下することで体当たり攻撃が可能。『スーパーマリオアドバンス4』内の『スーパーマリオブラザーズ3』でもカードe+の追加アイテムで登場する。
風船マリオ（バルーンマリオ）
『スーパーマリオワールド』、『スーパーマリオ64DS』、『マリオ&ルイージRPG3!!!』、『スーパーマリオメーカー2』で登場。「パワーバルーン」（『スーパーマリオ64DS』では「パワーフラワー」）を取ることで変身する。体が風船のように膨らみ、空中を上昇する。
スーパーボールマリオ
『スーパーマリオランド』、『スーパーマリオメーカー2』で登場。フラワーを取ることで変身する。外見はスーパーマリオと同じだが、地面や壁に当たると90度反射するスーパーボールを発射できる。このスーパーボールをコインにあてるとそのまま入手できる。『スーパーマリオメーカー2』では原作同様のグレーの配色になり、BGMも『ランド』のものに変わる。
バニーマリオ
『スーパーマリオランド2 6つの金貨』で登場。ニンジンを取ることで変身する。高い場所からの落下時に頭に生えたウサギの耳を動かし落下速度を遅くすることができる。一方、通常行えるスピンジャンプができなくなる。
はねマリオ
『スーパーマリオ64』で登場。「はねぼうし」や「はね」を取ることで変身する。三段跳びをしたり大砲から飛ばされたりすることで上昇し滑空する。滑空時は高度や方向、飛行速度の調節が可能。
メタルマリオ
『スーパーマリオ64』で初登場。マリオが「メタルぼうし」を取ることで変身する。全身が金属と化して無敵状態になる。また、水中では底を歩くこともできる。後述の「スケスケマリオ」の効果を重複させることも可能（『スーパーマリオ64DS』では不可）。
『大乱闘スマッシュブラザーズ』シリーズでは、一人用モードにおける中ボスキャラクターとして登場。また、『マリオゴルフ64（北米版のみ）』『マリオカート7』『マリオテニス オープン』『マリオカート8』などではプレイヤーキャラクターとしても登場している。
『NINTENDOパズルコレクション』に収録されている『ドクターマリオ』では、「ドクターマリオ」姿のメタルマリオがボスキャラクターとして登場する。
スケスケマリオ
『スーパーマリオ64』で登場。「スケスケぼうし」を取ることで変身する。体が透明になって金網や特定の壁や敵をすり抜けることができるようになる。メタルぼうしの効果の重複も可能（『スーパーマリオ64DS』では不可）。
巨大マリオ
『New スーパーマリオブラザーズ』『New スーパーマリオブラザーズ 2』『スーパーマリオ 3Dワールド』で登場。「巨大キノコ」を取ることで変身する。体が一定時間巨大化して無敵状態になり、敵やブロックなどを体当たりで吹き飛ばす。
コウラマリオ
『New スーパーマリオブラザーズ』で登場。「こうら（青こうら）」を取ることで変身する。ダッシュ中にこうらに入って回転しながら進み（コウラダッシュ）、体当たりで敵を倒すことができる。また、しゃがんでこうらに入るとファイアなどの攻撃を防げるほか、トゲや敵に触れてもダメージを受けない。水中では通常時よりも移動が少し早くなる。
『マリオ&ルイージRPG3!!!』ではマップアクションの一つとして登場。
マメマリオ
『New スーパーマリオブラザーズ』シリーズ全般で登場。マメキノコを取ることで変身する。体がチビマリオより小さくなり、空中をゆっくり降りたり水上を走ったりすることができる他、細い通路や土管を通過できる。ただし、ほとんどの敵を踏んでも上に跳ねるだけで、ヒップドロップしないと攻撃できなくなるほか、ダメージを受けると即ミスになる。『New スーパーマリオブラザーズ Wii』以降は物を持てるようになった。『New スーパーマリオブラザーズ U』では壁面走行が可能。
巨大ドットマリオ
『スーパーペーパーマリオ』で登場。「スーパースター」を取ることで変身する。非常に大きな『スーパーマリオブラザーズ』のチビマリオの姿になる。能力は前述の巨大マリオと同様。
スピン
『スーパーマリオギャラクシー』『スーパーマリオギャラクシー2』にのみ存在する、自身の体を回転させる技。変身するためのアイテムはなく、ストーリー中でロゼッタからチコを貸し出されたことにより可能になった。ジャンプした後追加で体を浮遊させる「スピンジャンプ」ができたり、敵を転ばせたり混乱させたりするほか、箱や結晶を壊したり、ネジを締めたり、水中では加速したりできる。また、先述した「ヒップドロップ」と併用することで、敵や物体を追尾して踏みつける「ホーミングヒップドロップ」が可能。『スーパーマリオ3Dワールド』や『スーパーマリオオデッセイ』でも同名の技は存在するが、こちらは地上で回転し、そのままジャンプすると通常のジャンプより高いふわふわした挙動のジャンプをすることが可能。
ハチマリオ
『スーパーマリオギャラクシー』『スーパーマリオギャラクシー2』で登場。「ハチキノコ」を取ることでミツバチの格好をしたような姿に変身する。一定時間の飛行が可能。また、ハチミツのついた壁（ハチミツカベ）を伝って360度の移動が可能。雲やハチ花に乗ることも出来る。ただし、通常のダメージのほか、水に濡れることで変身が解ける。
オバケマリオ
『スーパーマリオギャラクシー』『スーパーマリオギャラクシー2』で登場。「オバケキノコ」を取ることで敵キャラクターの「テレサ」のような姿に変身する。浮遊して移動できるほか、透明になって金網や特殊な壁を通り抜けることができる。通常のダメージのほか、水に濡れる、光に当たるといった条件で変身が解ける。この姿の時は敵のテレサから好印象をもたれる一方、ルイージに近づくと怖がられる。
アイスマリオ
『スーパーマリオギャラクシー』『New スーパーマリオブラザーズ Wii』などで登場。アイスフラワーを取ることで変身する。
『スーパーマリオギャラクシー』では全身が氷になり、溶岩や水面に触れるとその場所を凍りつかせ、足場や壁として利用できるようになる。ダメージを受けても変身が解けることはないが、変身時間が制限されている。
『New スーパーマリオブラザーズ Wii』などではアイスボールを投げて敵を凍らせ、持ち上げて投げることもできる。
レインボーマリオ
『スーパーマリオギャラクシー』『スーパーマリオギャラクシー2』で登場。「レインボースター」を取ることで変身する。前述の無敵マリオと同様の効果に加え、一定時間走り続けることで両手を横に広げ、高速でダッシュすることが可能。
バネマリオ
『スーパーマリオギャラクシー』『スーパーマリオギャラクシー2』で登場。「バネキノコ」を取ることで変身する。常に跳ねながらゆっくり移動するが、タイミングを図ることで通常より高くジャンプできる。通常のダメージのほかに、水に濡れること、「スターリング」に触れることで変身が解ける。
フライングマリオ
『スーパーマリオギャラクシー』で登場。「レッドスター」を取ることで一定時間変身する。空中でスピンして自由に飛行できるようになる。空中で静止することもできるほか、飛行はヒップドロップを行うか障害物にぶつかるまで続けることができ、一度飛行状態から解除されても変身の制限時間が切れるまで再飛行が可能。
ペンギンマリオ
『New スーパーマリオブラザーズ Wii』『New スーパーマリオブラザーズ U』で登場。「ペンギンスーツ」を取ることで変身する。「アイスマリオ」と同じくアイスボールを投げて敵を凍らせることができるほか、勢いをつけてしゃがむと腹すべり状態となり、水面を滑ったりブロックを破壊することもできる。氷の上でも滑らないうえ、水中では「カエルマリオ」と同じような泳ぎ方になる。
プロペラマリオ
『New スーパーマリオブラザーズ Wii』『New スーパーマリオブラザーズ U』『スーパーマリオメーカー』で登場。「プロペラキノコ」を取ることで変身する。頭についているプロペラを回転させることで高く飛べる。通常はゆっくり落下するが、錐もみ回転をして素早く降りることもできる。
雲マリオ
『スーパーマリオギャラクシー2』で登場。「雲フラワー」を取ることで変身する。雲に乗り遠くまでジャンプできるようになる。また、スピンをすることで雲を最大3つ作り出し足場にできる。通常のダメージのほか、水にぬれると元の状態に戻る。
ゴロ岩マリオ
『スーパーマリオギャラクシー2』で登場。「ゴロ岩キノコ」を取ることで変身する。丸い形の岩になって転がりながら移動し、体当たりで敵を倒したり硬いものを破壊できるようになる。通常のダメージのほか、スターリングに触れると元の状態に戻る。
プロペラボックス
『スーパーマリオ 3Dランド』『3Dワールド』『スーパーマリオメーカー2』で登場。「プロペラボックス」を被ることによって変身する。『New スーパーマリオブラザーズ Wii』の「プロペラマリオ」と同様の能力を持つ。『スーパーマリオメーカー2』ではVer.3.0.0にてアイテムとして使えるようになった。
ブーメランマリオ
『スーパーマリオ 3Dランド』『3Dワールド』『スーパーマリオメーカー2』で登場。「ブーメランフラワー」を取ることで変身する。敵キャラクターの「ブーメランブロス」の姿に類似している。ブーメランを投げて敵を倒したり離れた位置にあるアイテムを取ったりすることが可能。『スーパーマリオメーカー2』ではVer.3.0.0にてアイテムとして使えるようになった。
ゴールドマリオ
『New スーパーマリオブラザーズ 2』で登場。「ゴールドフラワー」を取ることで変身する。全身が金色になり、ファイアボールより強力なゴールドファイアボールを投げられるようになる。投げたファイアボールがレンガブロックに当たると全てコインになるほか、敵を倒すとコインを獲得できる。ゴールドマリオのままコースクリアすると、ファイアマリオになる。『マリオカート8デラックス』では隠しキャラとして登場した。
ムササビマリオ
『New スーパーマリオブラザーズ U』『スーパーマリオメーカー2』に登場。「スーパードングリ」を取ることで変身する。空中を滑空できるほか、ジャンプ中にスピンすると斜め上に飛び上がる「ムササビジャンプ」が可能になる。また、少しの間、壁に張り付くこともできる。『スーパーマリオメーカー2』ではVer.3.0.0にてアイテムとして使えるようになった。
Pムササビマリオ
『New スーパーマリオブラザーズ U』に登場する別バージョンのムササビマリオ。変身するとPのマークが頭に付き、マリオの頭の色が白くなる。通常のムササビマリオでは一度に1回しかできないムササビジャンプが何度でも実行可能。Pムササビマリオのままコースをクリアすると、ムササビマリオになる。
ネコマリオ
『スーパーマリオ 3Dワールド』『スーパーマリオメーカー2』に登場。「スーパーベル」を取ることで変身する。猫の着ぐるみを身につけ、四足歩行で壁を登ったり、引っかいて敵を倒すことができる。
任天堂が2014年2月25日より公式配信しているゲーム情報番組『ニャニャニャ! ネコマリオタイム』では、ネコピーチと共に司会進行役を務めている。
まねきネコマリオ
『スーパーマリオ3Dワールド』で登場する別バージョンのネコマリオ。「まねきネコベル」を取ることで変身する。通常のネコマリオの能力に加え、ヒップドロップ時に無敵になる。
ギガネコマリオ
『スーパーマリオ 3Dワールド + フューリーワールド』の『フューリーワールド』に登場するネコマリオ。「ギガベル」の力で巨大化した姿で、ライオンのような鬣と尻尾がついている。
キャラマリオ
『スーパーマリオメーカー』内のゲームスキンの1つ『スーパーマリオブラザーズ』で登場。「ハテナキノコ」を取ることで、通常のマリオ以外の様々なキャラクターの姿に変身する。変身中は各キャラクター固有のアクションを行う。『スーパーマリオメーカー2』では廃止された。
ガリガリマリオ（変なマリオ）
『スーパーマリオメーカー』内のゲームスキンの1つ『スーパーマリオブラザーズ』で登場。「ガリガリキノコ」を取ることで、マリオの姿が痩せ細り、ジャンプ力が上昇する。『スーパーマリオメーカー』プロデューサーの手塚卓志によると、開発中に何らかのバグで細長いマリオが出てきた際にスタッフ受けが良かったことから製品版での採用を決めたのこと。『スーパーマリオメーカー2』では廃止されたが、ガリガリマリオ自体は別の場面で登場する。
でかマリオ
『スーパーマリオメーカー』内のゲームスキンの1つ『スーパーマリオブラザーズ』で登場。「でかキノコ」を取ることで、姿はチビマリオのまま大きくなる。巨大マリオと違い無敵ではないものの、制限時間はない。『スーパーマリオメーカー2』ではデフォルトで登場するが、性能が一部変更されている。
「キャプチャー」による変身
『スーパーマリオ オデッセイ』で登場する能力。特定のキャラクターや物に帽子を当てることで対象物にキャプチャー（憑依）し、対象物特有の能力を発揮することができる。
ビルダーマリオ
『スーパーマリオメーカー2』内のゲームスキンの1つ『スーパーマリオ 3Dワールド』で登場。「スーパーハンマー」を取ることで変身する。ハンマーを振り下ろして硬いブロックを壊せたり、足場にできる箱を作ることができる。
リンクマリオ
『スーパーマリオメーカー2』のVer.2.0.0アップデートにてゲームスキンの1つ『スーパーマリオブラザーズ』で登場。「マスターソード」を取ることで変身する。『ゼルダの伝説』におけるリンクの姿になり、原作に準じた剣、弓、爆弾による攻撃、盾による防御を行うことができる。通常はリンクに準じた緑色になるが、マルチプレイではマリオが変身すると赤色になる。
マリオUSAのマリオ
『スーパーマリオメーカー2』のVer.3.0.0アップデートにてゲームスキンの1つ『スーパーマリオブラザーズ』で登場。「マリオUSAのキノコ」を取ることで変身する。『スーパーマリオUSA』での姿になり、敵やアイテムに乗って持ち上げたり、しゃがみ状態で溜めてハイジャンプをすることができる。
ゾウマリオ
『スーパーマリオブラザーズ ワンダー』で登場。「ゾウフルーツ」を取ることで変身する。全身がゾウのような見た目になり、鼻を振って前方を攻撃したり、鼻に水を溜めて噴射するなど、体の特徴を生かしたアクションができるようになる。
アワマリオ
『スーパーマリオブラザーズ ワンダー』で登場。「アワフラワー」を取ることで変身する。前方に泡を放ち、泡が近づいた敵を包み込んでコインに変化させることで攻撃できる。また、泡はジャンプの足場としても使える。
ドリルマリオ
『スーパーマリオブラザーズ ワンダー』で登場。「ドリルキノコ」を取ることで変身する。頭や下半身をドリルとして使えるようになり、棘のある敵や硬い敵でも倒すことができる。また、ドリルを利用して硬い物体を壊したり、天井や地中に潜ることもできる。

## 関連キャラクター
ベビィマリオ
マリオの赤ん坊時代の姿。作品によりおむつ姿の場合と成人マリオのような服を着ている場合がある。初登場の『スーパーマリオ ヨッシーアイランド』では特定のアイテムであるスーパースターを取ることにより一定時間「パワフル赤ちゃん」となり特殊な力を発揮する（スーパーマリオ ヨッシーアイランド#ゲーム内容も参照）。『マリオ&ルイージRPG2』などでは成人のマリオと共演している。
ルイージ
マリオの双子の弟。1983年発売の『マリオブラザーズ』で初登場して以降、多くの作品で共演している。『ルイージマンション』シリーズでは行方不明のマリオを探すため冒険する。また『マリオ&ルイージRPG』シリーズではマリオと力を合わせ「ブラザーアクション」を駆使する。
クッパ
カメ一族の大魔王。度々ピーチ姫をさらい、助けに来たマリオと対決する。一方、共通の敵と戦うためにマリオたちと協力することもあり、平和的なスポーツの場などでは仲の良さそうな姿も見せる。
ピーチ
キノコ王国のお姫様。クッパなどによってさらわれ、マリオが助けに行くことになる。『スーパープリンセスピーチ』では主役を務め、さらわれたマリオを助けに向かう。
キノピオ
キノコ王国の住人。『スーパーマリオブラザーズ3』などではマリオの冒険の手助けをする。
ヨッシー
恐竜。背中の鞍にマリオを乗せて共に冒険する。『スーパーマリオ ヨッシーアイランド』では主役を務め、赤ん坊のマリオを両親の元へ届けに向かう。
デイジー
「サラサ・ランド」のお姫様。初出の『スーパーマリオランド』でマリオに助けられて以降、マリオシリーズで度々登場するようになる。
初代ドンキーコング（クランキーコング）
初代『ドンキーコング』でマリオと敵対するゴリラ。ゲームボーイ版『ドンキーコング』で仲直りする。
ドンキーコングJr.
初代ドンキーコング（クランキーコング）の息子。『ドンキーコングJR.』では主人公となり、父を閉じ込めたマリオと対決する。ゲームボーイ版『ドンキーコング』では初代ドンキーコングと共にマリオの邪魔をする。
ドンキーコング（2代目）
クランキーコングの孫。『スーパードンキーコング』などの主人公。勘違いなどにより後述のポリーンを誘拐してマリオと対立することもある。『マリオテニス64』ではベビィマリオがダブルスを組んでいる。『マリオvs.ドンキーコング』シリーズではボスを務めることが多く、ミニマリオ共にマリオと戦う。マリオパーティとスポーツシリーズでは基本的にマリオと協力する。
ミニマリオ
『マリオvs.ドンキーコング』等に登場するマリオを模したおもちゃ。マリオトイカンパニーのメイン商品でドンキーコングに気に入られている。マリオのようにジャンプができる他ハンマーやファイアーフラワーなどでパワーアップすることもある。しかしおもちゃなので攻撃力はなく、高いところから落ちると壊れたり水に入ると溺れたりする。ミニマリオ以外にもミニドンキーやミニピーチ、ミニキノピオなど派生種も多数存在する。
ワリオ
大きな赤鼻を持つ恰幅の良い男。初出の『スーパーマリオランド2 6つの金貨』でマリオと対決する。クッパが登場する作品ではマリオの味方になることもある。自称、マリオのライバルで幼馴染み。
ワルイージ
相棒のワリオと共に悪事を働く長身の男。マリオブラザーズを超えるという目標を持ち、2人をライバル視する。
キャサリン
ピンク色の恐竜。『スーパーマリオUSA』ではマリオと敵対していたが、『スーパーマリオスタジアム ファミリーベースボール』のチャレンジモードでは、クッパJr.に拉致されたキャサリンをマリオが救出する。マリオのことを「マリオちゃん」と呼ぶ。『ペーパーマリオ オリガミキング』では、マリオのことを気に入っており、強引にキスをする。
ポリーン
赤いドレスを身につけた女性。ドンキーコングらコングファミリーにさらわれ、マリオが助けに向かう。「レディ」の名前で初登場した『ドンキーコング』ではマリオの恋人の設定だったが、『マリオvs.ドンキーコング』シリーズ（『マリオvs.ドンキーコング2 ミニミニ大行進!』以降）ではマリオの友達とされている。
キノピコ
キノピオたちのアイドル的存在。『スーパーマリオスタジアム ファミリーベースボール』のチャレンジモードでは、マリオに「ダメと言われてもついて行くから」と強引に仲間になる。
クッパJr.
クッパの息子。クッパの悪事に加担しマリオに何度も戦いを挑んでいるが、場合によっては共闘する事がある。
クッパ7人衆
クッパ軍団に所属する7人のカメ族。クッパに協力してマリオを妨害してくる。
ロゼッタ
ほうき星の天文台の主。マリオたちに「パワースターを救ってほしい」と頼む。なぜか、マリオとルイージの事を懐かしむ。
キャッピー
「帽子の国」に住む精霊でティアラの兄。『スーパーマリオ オデッセイ』では、クッパにピーチと一緒にさらわれたティアラをマリオと共に救出に向かう。また、「キャプチャー」という能力で動物や敵をコントロールし、それぞれに応じた能力を使用できる。
『大乱闘スマッシュブラザーズ SPECIAL』では、前述のようにマリオの一部アクション時に登場する。

## マリオが登場する作品
注意
- 脇役やゲスト・客演などでの登場作品も含む。
- ここでは発売中止・未発売・オンライン・海外版の作品、または発売に関する公式アナウンスの無いものは含まない。
- VC、Wii UのWiiディスクソフト、体験版は除く。
- 日本未発売の作品は参考のために記すものとする。
- 下記の他にも、マリオ本人の姿は無いが、マリオをモデルにした物やキャラクター、あるいはマリオシリーズの音楽等を採用した作品がある。また、ディスクシステムや64DDでの登場のように、任天堂のハードウェアの起動画面（スプラッシュスクリーン）でマリオが登場することがある。
- 主なハードの略記については下記の表を参照。

| 略称    | 対応機種                                |
| ------- | --------------------------------------- |
| G&W     | ゲーム&ウオッチ                         |
| FC      | ファミリーコンピュータ                  |
| FCD     | ファミリーコンピュータ ディスクシステム |
| GB      | ゲームボーイ                            |
| SFC     | スーパーファミコン                      |
| VB      | バーチャルボーイ                        |
| N64     | NINTENDO 64                             |
| GBC     | ゲームボーイカラー                      |
| GBA     | ゲームボーイアドバンス                  |
| GC      | ニンテンドー ゲームキューブ             |
| DS      | ニンテンドーDS                          |
| DSi     | ニンテンドーDSi                         |
| 3DS     | ニンテンドー3DS                         |
| Switch  | Nintendo Switch                         |
| S2      | Nintendo Switch 2                       |
| DL      | ダウンロード専用ソフト                  |
| VC      | バーチャルコンソール                    |
| AC      | アーケード                              |
| PC      | パソコン (パーソナルコンピュータ)       |
| iOS     | iPhone/iPad/iPod touch                  |
| Android | Androidスマートフォン/Androidタブレット |

### 家庭用ゲーム機・携帯型ゲーム機
| タイトル名                                                                 | メーカー名                                 | 発売年月日     | 対応機種               | 備考 |
| -------------------------------------------------------------------------- | ------------------------------------------ | -------------- | ---------------------- | --- |
| ドンキーコング                                                             | 任天堂                                     | 1983年7月15日  | FC                     | FCのローンチタイトル、家庭用ゲーム機初登場作品                                                          |
| ドンキーコングJR.                                                          | 任天堂                                     | 1983年7月15日  | FC                     | 敵役で登場                                                                                              |
| マリオブラザーズ                                                           | 任天堂                                     | 1983年7月15日  | FC                     | - |
| テニス                                                                     | 任天堂                                     | 1984年1月14日  | FC                     | 審判として登場                                                                                          |
| ピンボール                                                                 | 任天堂                                     | 1984年2月2日   | FC                     | ボーナスステージで登場                                                                                  |
| ファミリーベーシック                                                       | 任天堂                                     | 1984年6月21日  | FC                     | スプライトキャラ群の1つとして用意されている                                                             |
| ファミリーベーシックV3                                                     | 任天堂                                     | 1985年2月21日  | FC                     | サンプルゲーム・マリオワールドに登場                                                                    |
| レッキングクルー                                                           | 任天堂                                     | 1985年6月18日  | FC                     | - |
| スーパーマリオブラザーズ                                                   | 任天堂                                     | 1985年9月13日  | FC                     | - |
| スーパーマリオブラザーズ2                                                  | 任天堂                                     | 1986年6月3日   | FCD                    | - |
| アイアムアティーチャー スーパーマリオのセーター                            | ロイヤル工業                               | 1986年8月27日  | FCD                    | - |
| オールナイトニッポンスーパーマリオブラザーズ                               | ニッポン放送                               | 1986年12月     | FCD                    | 『オールナイトニッポン』のリスナーに抽選でプレゼントされた                                              |
| ゴルフJAPANコース                                                          | 任天堂                                     | 1987年2月21日  | FCD                    | - |
| ゴルフUSコース                                                             | 任天堂                                     | 1987年6月14日  | FCD                    | - |
| ファミコングランプリ F1レース                                              | 任天堂                                     | 1987年10月30日 | FCD                    | - |
| マイクタイソン・パンチアウト!!                                             | 任天堂                                     | 1987年11月21日 | FC                     | レフェリーとして登場                                                                                    |
| ファミコングランプリII 3Dホットラリー                                      | 任天堂                                     | 1988年4月14日  | FCD                    | - |
| スーパーマリオブラザーズ3                                                  | 任天堂                                     | 1988年10月23日 | FC                     | - |
| 帰ってきたマリオブラザーズ                                                 | 任天堂                                     | 1988年11月30日 | FCD                    | ゲーム内で永谷園の広告が表示される                                                                      |
| アレイウェイ                                                               | 任天堂                                     | 1989年4月21日  | GB                     | GBのローンチタイトル                                                                                    |
| スーパーマリオランド                                                       | 任天堂                                     | 1989年4月21日  | GB                     | GBのローンチタイトル                                                                                    |
| テニス                                                                     | 任天堂                                     | 1989年5月29日  | GB                     | 審判として登場                                                                                          |
| テトリス                                                                   | 任天堂                                     | 1989年6月14日  | GB                     | 対戦モードに登場                                                                                        |
| クイックス                                                                 | 任天堂                                     | 1990年4月13日  | GB                     | 対戦モード及びゲームオーバー時に登場                                                                    |
| ドクターマリオ                                                             | 任天堂                                     | 1990年7月27日  | FC                     | - |
| ドクターマリオ                                                             | 任天堂                                     | 1990年7月27日  | GB                     | - |
| F1レース                                                                   | 任天堂                                     | 1990年11月9日  | GB                     | プレイヤーの応援で登場                                                                                  |
| スーパーマリオワールド                                                     | 任天堂                                     | 1990年11月21日 | SFC                    | SFCのローンチタイトル                                                                                   |
| シムシティ                                                                 | 任天堂                                     | 1991年4月26日  | SFC                    | SFC版のみプレゼントの銅像等で登場                                                                       |
| マリオオープンゴルフ                                                       | 任天堂                                     | 1991年9月20日  | FC                     | - |
| ゼルダの伝説 神々のトライフォース                                          | 任天堂                                     | 1991年11月21日 | SFC                    | 民家の絵で登場                                                                                          |
| ヨッシーのたまご                                                           | 任天堂                                     | 1991年12月14日 | FC / GB                | - |
| マリオペイント                                                             | 任天堂                                     | 1992年7月14日  | SFC                    | - |
| スーパーマリオカート                                                       | 任天堂                                     | 1992年8月27日  | SFC                    | - |
| スーパーマリオUSA                                                          | 任天堂                                     | 1992年9月14日  | FC                     | - |
| スーパーマリオランド2 6つの金貨                                            | 任天堂                                     | 1992年10月21日 | GB                     | - |
| ヨッシーのクッキー                                                         | 任天堂                                     | 1992年11月21日 | FC / GB                | - |
| スーパースコープ6                                                          | 任天堂                                     | 1993年6月21日  | SFC                    | レーザーブレーザーのインターセプトに登場                                                                |
| スーパーマリオコレクション                                                 | 任天堂                                     | 1993年7月14日  | SFC                    | FC発売10周年記念タイトル                                                                                |
| ヨッシーのロードハンティング                                               | 任天堂                                     | 1993年7月14日  | SFC                    | - |
| マリオとワリオ                                                             | 任天堂                                     | 1993年8月27日  | SFC                    | - |
| スーパーマリオランド3 ワリオランド                                         | 任天堂                                     | 1994年1月21日  | GB                     | エンディングに登場                                                                                      |
| ワイルドトラックス                                                         | 任天堂                                     | 1994年6月4日   | SFC                    | 看板で登場                                                                                              |
| ドンキーコング                                                             | 任天堂                                     | 1994年6月14日  | GB                     | - |
| マリオのピクロス                                                           | 任天堂                                     | 1995年3月14日  | GB                     | - |
| マリオズテニス                                                             | 任天堂                                     | 1995年7月21日  | VB                     | VBのローンチタイトル                                                                                    |
| スーパーマリオ ヨッシーアイランド                                          | 任天堂                                     | 1995年8月5日   | SFC                    | - |
| マリオのスーパーピクロス                                                   | 任天堂                                     | 1995年9月14日  | SFC                    | - |
| マリオクラッシュ                                                           | 任天堂                                     | 1995年9月28日  | VB                     | |
| スーパードンキーコング2 ディクシー&ディディー                              | 任天堂                                     | 1995年11月21日 | SFC                    | クリア後に登場                                                                                          |
| スーパーマリオRPG                                                          | 任天堂                                     | 1996年3月9日   | SFC                    | - |
| UNDAKE30 鮫亀大作戦マリオバージョン                                        | ハドソン                                   | 1996年         | SFC                    | サテラビューでのみ配信                                                                                  |
| 星のカービィ スーパーデラックス                                            | 任天堂                                     | 1996年3月21日  | SFC                    | ミニゲームや観客等で登場                                                                                |
| スーパーマリオ64                                                           | 任天堂                                     | 1996年6月23日  | N64                    | N64のローンチタイトル、チャールズ・マーティネーがマリオを演じた最初の作品                               |
| パイロットウイングス64                                                     | 任天堂                                     | 1996年6月23日  | N64                    | N64のローンチタイトル、顔の彫刻で登場                                                                   |
| ピクロス2                                                                  | 任天堂                                     | 1996年10月19日 | GB                     | - |
| ドンキーコングランド                                                       | 任天堂                                     | 1996年11月23日 | GB                     | クリア後に登場                                                                                          |
| スーパードンキーコング3 謎のクレミス島                                     | 任天堂                                     | 1996年11月23日 | SFC                    | リンクリーの洞穴にゲームキャラとして登場                                                                |
| マリオカート64                                                             | 任天堂                                     | 1996年12月14日 | N64                    | - |
| ゲームボーイギャラリー                                                     | 任天堂                                     | 1997年2月1日   | GB                     | - |
| ゲームボーイギャラリー2                                                    | 任天堂                                     | 1997年9月27日  | GB                     | - |
| 平成 新・鬼ヶ島前編                                                        | 任天堂                                     | 1997年12月1日  | SFC                    | りんごの話の一話二章で金の仏像で登場                                                                    |
| 64で発見!!たまごっち みんなでたまごっちワールド                            | バンダイ                                   | 1997年12月19日 | N64                    | 「マリオっち」が登場                                                                                    |
| レッキングクルー'98                                                        | 任天堂                                     | 1998年1月1日   | SFC                    | - |
| ポケットカメラ                                                             | 任天堂                                     | 1997年2月21日  | GB                     | - |
| ファミコン探偵倶楽部PartII うしろに立つ少女                                | 任天堂                                     | 1998年4月1日   | SFC                    | 初回の起動のみ登場                                                                                      |
| ドクターマリオ                                                             | 任天堂                                     | 1998年6月1日   | SFC                    | ニンテンドウパワー書き換え専用ソフト                                                                    |
| ゼルダの伝説 時のオカリナ                                                  | 任天堂                                     | 1998年11月21日 | N64                    | ハイラル城中庭からはねマリオの肖像画が確認できる                                                        |
| マリオパーティ                                                             | 任天堂                                     | 1998年12月18日 | N64                    | - |
| ニンテンドウオールスター!大乱闘スマッシュブラザーズ                        | 任天堂                                     | 1999年1月21日  | N64                    | - |
| ゲームボーイギャラリー3                                                    | 任天堂                                     | 1999年4月8日   | GBC                    | 従来のGBにも対応                                                                                        |
| マリオゴルフ64                                                             | 任天堂                                     | 1999年6月11日  | N64                    | - |
| マリオゴルフGB                                                             | 任天堂                                     | 1999年8月10日  | GBC                    | - |
| マリオアーティスト ペイントスタジオ                                        | 任天堂                                     | 1999年12月1日  | 64DD                   | ランドネット会員に配布された                                                                            |
| ドンキーコング64                                                           | 任天堂                                     | 1999年12月10日 | N64                    | DKアーケードに登場                                                                                      |
| マリオパーティ2                                                            | 任天堂                                     | 1999年12月17日 | N64                    | - |
| ピクロスNP vol.6                                                           | 任天堂                                     | 2000年2月1日   | SFC                    | ニンテンドウパワー書き換え専用ソフト                                                                    |
| マリオアーティスト タレントスタジオ                                        | 任天堂                                     | 2000年2月1日   | 64DD                   | ランドネット会員に配布された                                                                            |
| シムシティ64                                                               | マクシス                                   | 2000年2月1日   | 64DD                   | 「マリオ像」として登場                                                                                  |
| スーパーマリオブラザーズ デラックス                                        | 任天堂                                     | 2000年3月1日   | GBC                    | - |
| ゼルダの伝説 ムジュラの仮面                                                | 任天堂                                     | 2000年4月27日  | N64                    | お面屋が背負っている荷物にお面で登場                                                                    |
| マリオアーティスト コミュニケーションキット                                | 任天堂                                     | 2000年6月27日  | 64DD                   | ランドネット会員に配布された                                                                            |
| マリオテニス64                                                             | 任天堂                                     | 2000年7月21日  | N64                    | 審判としても登場                                                                                        |
| マリオストーリー                                                           | 任天堂                                     | 2000年8月11日  | N64                    | - |
| マリオアーティスト ポリゴンスタジオ                                        | 任天堂                                     | 2000年8月31日  | 64DD                   | ランドネット会員に配布された                                                                            |
| マリオテニスGB                                                             | 任天堂                                     | 2000年11月1日  | GBC                    | - |
| マリオパーティ3                                                            | 任天堂                                     | 2000年12月7日  | N64                    | - |
| ポケモンスタジアム金銀                                                     | 任天堂                                     | 2000年12月14日 | N64                    | 「マリオ」のゲームが登場                                                                                |
| スーパーマリオアドバンス                                                   | 任天堂                                     | 2001年3月21日  | GBA                    | GBAのローンチタイトル                                                                                   |
| どうぶつの森                                                               | 任天堂                                     | 2001年4月14日  | N64                    | 作中の「ファミコン家具」のゲームで登場                                                                  |
| モバイルゴルフ                                                             | 任天堂                                     | 2001年5月11日  | GBC                    | - |
| マリオカートアドバンス                                                     | 任天堂                                     | 2001年7月21日  | GBA                    | - |
| ルイージマンション                                                         | 任天堂                                     | 2001年9月14日  | GC                     | GCのローンチタイトル                                                                                    |
| マリオファミリー                                                           | ジャガーインターナショナルコーポレーション | 2001年9月17日  | GBC                    | ジャガーミシン『nuotto』刺繍専用ソフト                                                                  |
| 大乱闘スマッシュブラザーズDX                                               | 任天堂                                     | 2001年11月21日 | GC                     | - |
| スーパーマリオアドバンス2                                                  | 任天堂                                     | 2001年12月14日 | GBA                    | - |
| どうぶつの森+                                                              | 任天堂                                     | 2001年12月14日 | GC                     | 作中の「ファミコン家具」のゲームで登場                                                                  |
| スーパーマリオサンシャイン                                                 | 任天堂                                     | 2002年7月19日  | GC                     | - |
| スーパーマリオアドバンス3                                                  | 任天堂                                     | 2002年9月20日  | GBA                    | - |
| マリオパーティ4                                                            | 任天堂                                     | 2002年11月8日  | GC                     | - |
| NINTENDOパズルコレクション                                                 | 任天堂                                     | 2003年2月7日   | GC                     | - |
| ゼルダの伝説 神々のトライフォース&4つの剣                                  | 任天堂                                     | 2003年3月14日  | GBA                    | 「マリオ」の絵が登場                                                                                    |
| メイド イン ワリオ                                                         | 任天堂                                     | 2003年3月21日  | GBA                    | ジャンル「ニンテンドー」「ナンデモアリ」に登場                                                          |
| どうぶつの森e+                                                             | 任天堂                                     | 2003年6月27日  | GC                     | ファミコンのゲームで登場                                                                                |
| スーパーマリオアドバンス4                                                  | 任天堂                                     | 2003年7月11日  | GBA                    | - |
| マリオゴルフ ファミリーツアー                                              | 任天堂                                     | 2003年9月5日   | GC                     | - |
| あつまれ!!メイド イン ワリオ                                               | 任天堂                                     | 2003年10月17日 | GC                     | - |
| マリオカート ダブルダッシュ!!                                              | 任天堂                                     | 2003年11月7日  | GC                     | - |
| マリオ&ルイージRPG                                                         | 任天堂                                     | 2003年11月21日 | GBA                    | - |
| マリオパーティ5                                                            | 任天堂                                     | 2003年11月28日 | GC                     | - |
| ドンキーコンガ                                                             | 任天堂                                     | 2003年12月12日 | GC                     | セーブ画面に登場                                                                                        |
| テン・エイティ シルバーストーム                                            | 任天堂                                     | 2004年1月22日  | GC                     | マリオの氷像が登場                                                                                      |
| ファミコンミニ第1弾01『スーパーマリオブラザーズ』                          | 任天堂                                     | 2004年2月14日  | GBA                    | - |
| ファミコンミニ第1弾02『ドンキーコング』                                    | 任天堂                                     | 2004年2月14日  | GBA                    | - |
| メタルギアソリッド ザ・ツインスネークス                                    | コナミ                                     | 2004年3月11日  | GC                     | 人形で登場                                                                                              |
| マリオゴルフ GBAツアー                                                     | 任天堂                                     | 2004年4月22日  | GBA                    | - |
| ファミコンミニ第2弾11『マリオブラザーズ』                                  | 任天堂                                     | 2004年5月21日  | GBA                    | - |
| ファミコンミニ第2弾14『レッキングクルー』                                  | 任天堂                                     | 2004年5月21日  | GBA                    | - |
| ファミコンミニ第2弾15『ドクターマリオ』                                    | 任天堂                                     | 2004年5月21日  | GBA                    | - |
| マリオvs.ドンキーコング                                                    | 任天堂                                     | 2004年6月10日  | GBA                    | - |
| スーパードンキーコング2                                                    | 任天堂                                     | 2004年7月1日   | GBA                    | クリア後に登場                                                                                          |
| ドンキーコンガ2                                                            | 任天堂                                     | 2004年7月1日   | GC                     | バッジとして登場                                                                                        |
| ペーパーマリオRPG                                                          | 任天堂                                     | 2004年7月22日  | GC                     | - |
| ファミコンミニ ディスクシステムセレクション21『スーパーマリオブラザーズ2』 | 任天堂                                     | 2004年8月10日  | GBA                    | - |
| スーパーマリオボール                                                       | 任天堂                                     | 2004年8月26日  | GBA                    | - |
| まわるメイドインワリオ                                                     | 任天堂                                     | 2004年10月14日 | GBA                    | - |
| マリオテニスGC                                                             | 任天堂                                     | 2004年10月28日 | GC                     | - |
| マリオパーティ6                                                            | 任天堂                                     | 2004年11月18日 | GC                     | - |
| スーパーマリオ64DS                                                         | 任天堂                                     | 2004年12月2日  | DS                     | DSのローンチタイトル                                                                                    |
| さわるメイドインワリオ                                                     | 任天堂                                     | 2004年12月2日  | DS                     | DSのローンチタイトル                                                                                    |
| マリオパーティ アドバンス                                                  | 任天堂                                     | 2005年1月13日  | GBA                    | - |
| キャッチ!タッチ!ヨッシー!                                                  | 任天堂                                     | 2005年1月27日  | DS                     | - |
| ドンキーコンガ3                                                            | 任天堂                                     | 2005年3月17日  | GC                     | バッジとして登場                                                                                        |
| 役満DS                                                                     | 任天堂                                     | 2005年3月31日  | DS                     | - |
| nintendogs                                                                 | 任天堂                                     | 2005年4月21日  | DS                     | マリオ関連のグッズやアクセサリーが登場                                                                  |
| NBAストリートV3 マリオでダンク                                             | エレクトロニック・アーツ                   | 2005年5月26日  | GC                     | - |
| Dance Dance Revolution with MARIO                                          | 任天堂                                     | 2005年7月14日  | GC                     | - |
| スーパーマリオスタジアム ミラクルベースボール                              | 任天堂                                     | 2005年7月21日  | GC                     | - |
| Dr.MARIO&パネルでポン                                                      | 任天堂                                     | 2005年9月13日  | GBA                    | - |
| マリオテニスアドバンス                                                     | 任天堂                                     | 2005年9月13日  | GBA                    | - |
| PLAY-YAN micro                                                             | 任天堂                                     | 2005年9月13日  | GBA                    | 公式ページで配布されているキーファイルを使用すると、インターフェイスがマリオ仕様になる                  |
| スーパープリンセスピーチ                                                   | 任天堂                                     | 2005年10月20日 | DS                     | - |
| マリオパーティ7                                                            | 任天堂                                     | 2005年11月10日 | GC                     | - |
| おいでよ どうぶつの森                                                      | 任天堂                                     | 2005年11月23日 | DS                     | マリオシリーズの家具として登場                                                                          |
| SSX On Tour with マリオ                                                    | エレクトロニック・アーツ                   | 2005年11月24日 | GC                     | - |
| マリオカートDS                                                             | 任天堂                                     | 2005年12月8日  | DS                     | - |
| マリオ&ルイージRPG2                                                        | 任天堂                                     | 2005年12月29日 | DS                     | - |
| スーパーマリオストライカーズ                                               | 任天堂                                     | 2006年1月19日  | GC                     | - |
| テトリスDS                                                                 | 任天堂                                     | 2006年4月27日  | DS                     | - |
| New スーパーマリオブラザーズ                                               | 任天堂                                     | 2006年5月25日  | DS                     | - |
| マリオバスケ 3on3                                                          | 任天堂                                     | 2006年7月27日  | DS                     | - |
| GAME & WATCH COLLECTION                                                    | 任天堂                                     | 2006年7月28日  | DS                     | クラブニンテンドー限定タイトル                                                                          |
| Wi-Fi対応 役満DS                                                           | 任天堂                                     | 2006年9月14日  | DS                     | - |
| Wiiショッピングチャンネル                                                  | 任天堂                                     | 2006年12月2日  | Wii                    | Wii内蔵ソフト、DL画面に登場                                                                             |
| おどる メイド イン ワリオ                                                  | 任天堂                                     | 2006年12月2日  | Wii                    | Wiiのローンチタイトル                                                                                   |
| タッチで楽しむ百人一首 DS時雨殿                                            | 任天堂                                     | 2006年12月14日 | DS                     | 歌の挿絵に登場                                                                                          |
| ヨッシーアイランドDS                                                       | 任天堂                                     | 2007年3月8日   | DS                     | - |
| マリオvs.ドンキーコング2 ミニミニ大行進!                                   | 任天堂                                     | 2007年4月12日  | DS                     | - |
| スーパーペーパーマリオ                                                     | 任天堂                                     | 2007年4月19日  | Wii                    | - |
| Wiiでやわらかあたま塾                                                      | 任天堂                                     | 2007年4月26日  | Wii                    | 問題の解答の選択肢に登場                                                                                |
| いただきストリートDS                                                       | スクウェア・エニックス                     | 2007年6月21日  | DS                     | - |
| 太鼓の達人DS タッチでドコドン!                                             | バンダイナムコゲームス                     | 2007年7月26日  | DS                     | マリオの曲で踊り子の代わりとして登場                                                                    |
| マリオパーティ8                                                            | 任天堂                                     | 2007年7月26日  | Wii                    | - |
| マリオストライカーズ チャージド                                            | 任天堂                                     | 2007年9月20日  | Wii                    | - |
| スーパーマリオギャラクシー                                                 | 任天堂                                     | 2007年11月1日  | Wii                    | - |
| マリオパーティDS                                                           | 任天堂                                     | 2007年11月8日  | DS                     | - |
| Miiコンテストチャンネル                                                    | 任天堂                                     | 2007年11月12日 | Wii                    | お題として登場                                                                                          |
| マリオ&ソニック AT 北京オリンピック                                        | 任天堂・セガ                               | 2007年11月22日 | Wii                    | ソニックと初共演した作品                                                                                |
| Wii Fit                                                                    | 任天堂                                     | 2007年12月1日  | Wii                    | ジョギングのコース中に壁画で登場                                                                        |
| マリオ&ソニック AT 北京オリンピック                                        | 任天堂・セガ                               | 2008年1月17日  | DS                     | - |
| 大乱闘スマッシュブラザーズX                                                | 任天堂                                     | 2008年1月31日  | Wii                    | - |
| Dr.MARIO & 細菌撲滅                                                        | 任天堂                                     | 2008年3月25日  | Wiiウェア              | - |
| マリオカートWii                                                            | 任天堂                                     | 2008年4月10日  | Wii                    | - |
| スーパーマリオスタジアム ファミリーベースボール                            | 任天堂                                     | 2008年6月19日  | Wii                    | - |
| The Tower DS                                                               | デジトイズ                                 | 2008年6月26日  | DS                     | ミニゲームでマリオタワーとして登場                                                                      |
| デジカメプリントチャンネル                                                 | 任天堂                                     | 2008年7月23日  | Wii                    | 名刺やアルバムの素材として登場                                                                          |
| キャプテン★レインボー                                                      | 任天堂                                     | 2008年8月28日  | Wii                    | トレイシーの屋敷内で顔写真で登場                                                                        |
| Wii Music                                                                  | 任天堂                                     | 2008年10月16日 | Wii                    | 「ドットマリオ」として登場                                                                              |
| ニンテンドーDSiショップ                                                    | 任天堂                                     | 2008年11月1日  | DSi                    | DSi・DSi LLの内蔵ソフト、DL画面に登場                                                                   |
| ニンテンドーDSiサウンド                                                    | 任天堂                                     | 2008年11月1日  | DSi                    | DSi・DSi LLの内蔵ソフト、ビジュアライザーの一つに登場                                                   |
| ニンテンドーDSiカメラ                                                      | 任天堂                                     | 2008年11月1日  | DSi                    | 素材として登場                                                                                          |
| 星のカービィ ウルトラスーパーデラックス                                    | 任天堂                                     | 2008年11月6日  | DS                     | ステージの観客等で登場                                                                                  |
| 街へいこうよ どうぶつの森                                                  | 任天堂                                     | 2008年11月20日 | Wii                    | マリオシリーズの家具として登場                                                                          |
| 太鼓の達人Wii                                                              | バンダイナムコゲームス                     | 2008年12月11日 | Wii                    | マリオの曲で踊り子の代わりとして登場                                                                    |
| うごくメモ帳                                                               | 任天堂                                     | 2008年12月24日 | DSiウェア              | 説明書のサンプル画像に登場                                                                              |
| ちょっとDr.MARIO                                                           | 任天堂                                     | 2008年12月24日 | DSiウェア              | - |
| Wiiであそぶ マリオテニスGC                                                 | 任天堂                                     | 2009年1月15日  | Wii                    | - |
| Picopict                                                                   | 任天堂                                     | 2009年1月28日  | DSiウェア              | 「ドットマリオ」とマリオの音楽が登場                                                                    |
| マリオ&ルイージRPG3!!!                                                     | 任天堂                                     | 2009年2月11日  | DS                     | - |
| ニンテンドーDSi電卓 ファミコンマリオタイプ                                 | 任天堂                                     | 2009年2月25日  | DSiウェア              | - |
| ニンテンドーDSi時計 ファミコンマリオタイプ                                 | 任天堂                                     | 2009年4月1日   | DSiウェア              | - |
| メイドイン俺                                                               | 任天堂                                     | 2009年4月29日  | DS                     | - |
| あそぶメイドイン俺                                                         | 任天堂                                     | 2009年4月29日  | Wiiウェア              | - |
| タクトオブマジック                                                         | 任天堂                                     | 2009年5月21日  | Wii                    | 「ドットマリオ」として登場                                                                              |
| ゲーム&ウオッチ ドンキーコングJR.                                          | 任天堂                                     | 2009年8月19日  | DSiウェア              | 敵役で登場                                                                                              |
| ゲーム&ウオッチ マリオズセメントファクトリー                               | 任天堂                                     | 2009年8月19日  | DSiウェア              | - |
| The Tower DS Classic                                                       | デジトイズ                                 | 2009年8月26日  | DSiウェア              | ミニゲームでマリオタワーとして登場                                                                      |
| ニンテンドーDSiメトロノーム                                                | 任天堂                                     | 2009年9月2日   | DSiウェア              | ミニゲーム「DONKEY METRONOME」に登場                                                                    |
| The Tower DS 裏路地の二等地に一流ホテルを建設せよ!!編                      | デジトイズ                                 | 2009年9月30日  | DSiウェア              | ミニゲームでマリオタワーとして登場                                                                      |
| Wii Fit Plus                                                               | 任天堂                                     | 2009年10月1日  | Wii                    | ジョギングのコース中に壁画で登場                                                                        |
| マリオvs.ドンキーコング ミニミニ再行進!                                    | 任天堂                                     | 2009年10月7日  | DSiウェア              | - |
| The Tower DS 郊外駅前市場に挑め!!巨大ショッピングセンター編                | デジトイズ                                 | 2009年10月21日 | DSiウェア              | ミニゲームでマリオタワーとして登場                                                                      |
| マリオ&ソニック AT バンクーバーオリンピック                                | 任天堂・セガ                               | 2009年11月5日  | Wii                    | - |
| マリオ&ソニック AT バンクーバーオリンピック                                | 任天堂                                     | 2009年11月19日 | DS                     | - |
| New スーパーマリオブラザーズ Wii                                           | 任天堂                                     | 2009年12月3日  | Wii                    | - |
| NHK紅白クイズ合戦                                                          | 任天堂                                     | 2009年12月17日 | Wii                    | 問題の解答の選択肢に登場                                                                                |
| スーパーマリオギャラクシー2                                                | 任天堂                                     | 2010年5月27日  | Wii                    | - |
| Wii Party                                                                  | 任天堂                                     | 2010年7月8日   | Wii                    | 「ドットマリオ」として登場                                                                              |
| スーパーマリオコレクション スペシャルパック                                | 任天堂                                     | 2010年10月21日 | Wii                    | スーパーマリオ25周年記念タイトル                                                                        |
| タッチで覚える百人一首 ちょっとDSi時雨殿                                   | 任天堂                                     | 2010年11月4日  | DSiウェア              | 歌の挿絵に登場                                                                                          |
| MARIO SPORTS MIX                                                           | 任天堂                                     | 2010年11月25日 | Wii                    | - |
| マリオvs.ドンキーコング 突撃!ミニランド                                    | 任天堂                                     | 2010年12月2日  | DS                     | - |
| 太鼓の達人Wii みんなでパーティ★3代目!                                      | バンダイナムコゲームス                     | 2010年12月2日  | Wii                    | マリオの曲で踊り子の代わりとして登場                                                                    |
| すれちがいMii広場                                                          | 任天堂                                     | 2011年2月26日  | 3DS                    | 3DS内蔵ソフト、『ピースあつめの旅』のパズルで登場                                                       |
| ARゲームズ                                                                 | 任天堂                                     | 2011年2月26日  | 3DS                    | 3DS内蔵ソフト、3DS本体付属のマリオのARカードを、本体のカメラで写すと登場                                |
| nintendogs + cats                                                          | 任天堂                                     | 2011年2月26日  | 3DS                    | マリオ関連のグッズやリフォーム形態が登場                                                                |
| スティールダイバー                                                         | 任天堂                                     | 2011年5月12日  | 3DS                    | デカールとして登場                                                                                      |
| 引ク押ス                                                                   | 任天堂                                     | 2011年10月5日  | 3DS DL                 | パズルで登場                                                                                            |
| JUST DANCE Wii                                                             | 任天堂                                     | 2011年10月13日 | Wii                    | マリオの曲で登場                                                                                        |
| スーパーマリオ 3Dランド                                                    | 任天堂                                     | 2011年11月3日  | 3DS                    | - |
| 太鼓の達人Wii 決定版                                                       | バンダイナムコゲームス                     | 2011年11月23日 | Wii                    | マリオの曲で踊り子の代わりとして登場                                                                    |
| いただきストリートWii                                                      | スクウェア・エニックス・任天堂             | 2011年12月1日  | Wii                    | マリオ生誕30周年記念作品                                                                                |
| マリオカート7                                                              | 任天堂                                     | 2011年12月1日  | 3DS                    | - |
| マリオ&ソニック AT ロンドンオリンピック                                    | 任天堂・セガ                               | 2011年12月8日  | Wii                    | - |
| いつの間に交換日記                                                         | 任天堂                                     | 2011年12月21日 | 3DS DL                 | マリオシリーズが便箋として登場                                                                          |
| とびだすプリクラ☆キラデコレボリューション                                  | 任天堂                                     | 2011年12月27日 | 3DS DL                 | デコパーツで登場                                                                                        |
| キキトリック                                                               | 任天堂                                     | 2012年1月19日  | Wii                    | 「スーパーマリオブラザーズ」の映像が使用されている                                                      |
| マリオ&ソニック AT ロンドンオリンピック                                    | 任天堂                                     | 2012年3月1日   | 3DS                    | - |
| マリオパーティ9                                                            | 任天堂                                     | 2012年4月26日  | Wii                    | - |
| マリオテニス オープン                                                      | 任天堂                                     | 2012年5月24日  | 3DS                    | - |
| 星のカービィ 20周年スペシャルコレクション                                  | 任天堂                                     | 2012年7月19日  | Wii                    | 本作で遊べるSFC『星のカービィ スーパーデラックス』に登場                                                |
| New スーパーマリオブラザーズ2                                              | 任天堂                                     | 2012年7月28日  | 3DS                    | - |
| ドンキーコング オリジナル・エディション                                    | 任天堂                                     | 2012年7月28日  | 3DS DL                 | 2012年夏、クラブニンテンドーのキャンペーン景品                                                          |
| クラブニンテンドーピクロス                                                 | 任天堂                                     | 2012年9月13日  | 3DS                    | クラブニンテンドー限定タイトル                                                                          |
| 引ク落ツ                                                                   | 任天堂                                     | 2012年10月31日 | 3DS DL                 | パズルで登場                                                                                            |
| とびだせ どうぶつの森                                                      | 任天堂                                     | 2012年11月8日  | 3DS                    | マリオシリーズの家具として登場                                                                          |
| 太鼓の達人Wii 超ごうか版                                                   | バンダイナムコゲームス                     | 2012年11月29日 | Wii                    | マリオの曲で踊り子の代わりとして登場                                                                    |
| ペーパーマリオ スーパーシール                                              | 任天堂                                     | 2012年12月6日  | 3DS                    | - |
| New スーパーマリオブラザーズ U                                             | 任天堂                                     | 2012年12月8日  | Wii U                  | Wii Uのローンチタイトル                                                                                 |
| Nintendo Land                                                              | 任天堂                                     | 2012年12月8日  | Wii U                  | Wii Uのローンチタイトル、アトラクションのロゴに登場                                                     |
| 鉄拳タッグトーナメント2 Wii U EDITION                                      | バンダイナムコゲームス                     | 2012年12月8日  | Wii U                  | コスチュームとして登場                                                                                  |
| ルイージマンション2                                                        | 任天堂                                     | 2013年3月20日  | 3DS                    | - |
| ゲーム&ワリオ                                                              | 任天堂                                     | 2013年3月28日  | Wii U                  | マリオの問題が登場                                                                                      |
| いっしょにフォト スーパーマリオ                                            | 任天堂                                     | 2013年4月23日  | 3DS DL                 | ニンテンドープリペイドカードに付属のマリオのARカードを本体のカメラで写すと登場                          |
| マリオ&ルイージRPG4 ドリームアドベンチャー                                 | 任天堂                                     | 2013年7月18日  | 3DS                    | - |
| マリオ AND ドンキーコング ミニミニカーニバル                               | 任天堂                                     | 2013年7月24日  | 3DS DL                 | - |
| モンスターハンター4                                                        | カプコン                                   | 2013年9月14日  | 3DS                    | マリオをモチーフとする装備が登場                                                                        |
| レイマン レジェンド                                                        | ユービーアイソフト                         | 2013年10月17日 | Wii U                  | マリオのコスチュームが登場                                                                              |
| スーパーマリオ 3Dワールド                                                  | 任天堂                                     | 2013年11月21日 | Wii U                  | - |
| 太鼓の達人 Wii Uば～じょん!                                                | バンダイナムコゲームス                     | 2013年11月21日 | Wii U                  | 「スーパーマリオブラザーズ」の曲が登場                                                                  |
| マリオ&ソニック AT ソチオリンピック                                        | 任天堂・セガ                               | 2013年12月5日  | Wii U                  | - |
| ファミコンリミックス                                                       | 任天堂                                     | 2013年12月19日 | Wii U DL               | FCでのマリオ登場タイトルの一部が楽しめる                                                                |
| Wii Fit U                                                                  | 任天堂                                     | 2014年2月1日   | Wii U                  | ジョギング中に壁画で登場                                                                                |
| マリオパーティ アイランドツアー                                            | 任天堂                                     | 2014年3月20日  | 3DS                    | - |
| ファミコンリミックス2                                                      | 任天堂                                     | 2014年4月24日  | Wii U DL               | FCでのマリオ登場タイトルの一部が楽しめる                                                                |
| ファミコンリミックス1＋2                                                   | 任天堂                                     | 2014年4月24日  | Wii U                  | FCでのマリオ登場タイトルの一部が楽しめる                                                                |
| マリオゴルフ ワールドツアー                                                | 任天堂                                     | 2014年5月1日   | 3DS                    | - |
| マリオカート8                                                              | 任天堂                                     | 2014年5月29日  | Wii U                  | - |
| 大乱闘スマッシュブラザーズ for Nintendo 3DS                                | 任天堂                                     | 2014年9月13日  | 3DS                    | - |
| クラブニンテンドーピクロス+                                                | 任天堂                                     | 2014年10月10日 | 3DS DL                 | クラブニンテンドー限定タイトル                                                                          |
| 進め! キノピオ隊長                                                         | 任天堂                                     | 2014年11月13日 | Wii U                  | エンディングに登場                                                                                      |
| ONE PIECE 超グランドバトル! X                                              | バンダイナムコゲームス                     | 2014年11月13日 | 3DS                    | マリオの衣装が登場                                                                                      |
| 大乱闘スマッシュブラザーズ for Wii U                                       | 任天堂                                     | 2014年12月6日  | Wii U                  | - |
| バッジとれ〜るセンター                                                     | 任天堂                                     | 2014年12月17日 | 3DS DL                 | バッジとして登場                                                                                        |
| エースコンバット3D クロスランブル+                                         | バンダイナムコゲームス                     | 2015年1月29日  | 3DS                    | マリオをモチーフとする機体が登場                                                                        |
| マリオパーティ10                                                           | 任天堂                                     | 2015年3月12日  | Wii U                  | - |
| マリオvs.ドンキーコング みんなでミニランド                                 | 任天堂                                     | 2015年3月19日  | 3DS / Wii U            | - |
| タッチ!amiibo いきなりファミコン名シーン                                   | 任天堂                                     | 2015年4月23日  | Wii U DL               | FCでのマリオ登場タイトルの名シーンが楽しめる                                                            |
| パズル&ドラゴンズ スーパーマリオブラザーズ エディション                    | ガンホー・オンライン・エンターテイメント   | 2015年4月29日  | 3DS                    | - |
| 引ク出ス ヒッパランド                                                      | 任天堂                                     | 2015年5月13日  | 3DS DL                 | パズルとして登場                                                                                        |
| Dr.MARIO ギャクテン!特効薬 & 細菌撲滅                                      | 任天堂                                     | 2015年5月31日  | 3DS DL                 | - |
| どうぶつの森 ハッピーホームデザイナー                                      | 任天堂                                     | 2015年7月30日  | 3DS                    | マリオシリーズの家具として登場                                                                          |
| ファミコンリミックス ベストチョイス                                        | 任天堂                                     | 2015年8月27日  | 3DS                    | - |
| スーパーマリオメーカー                                                     | 任天堂                                     | 2015年9月10日  | Wii U                  | スーパーマリオ30周年記念タイトル                                                                        |
| カタチ新発見! 立体ピクロス2                                                | 任天堂                                     | 2015年10月1日  | 3DS                    | マリオのamiiboを使うと、マリオの立体ピクロスに挑戦できる                                                |
| マリオ&ルイージRPG ペーパーマリオMIX                                       | 任天堂                                     | 2015年12月3日  | 3DS                    | - |
| マリオテニス ウルトラスマッシュ                                            | 任天堂                                     | 2016年1月28日  | Wii U                  | - |
| ミニマリオ & フレンズ amiiboチャレンジ                                     | 任天堂                                     | 2016年1月28日  | Wii U/3DS              | 対象期間中、amiibo購入者はこのソフトのダウンロード番号が貰える                                          |
| マリオ&ソニック AT リオオリンピック                                        | 任天堂・セガ                               | 2016年2月18日  | 3DS                    | - |
| ゲームボーイギャラリー4                                                    | 任天堂                                     | 2016年3月16日  | GBA                    | 元々は2003年予定、Wii Uのバーチャルコンソールで配信                                                     |
| MINECRAFT: Wii U EDITION                                                   | マイクロソフト                             | 2016年6月23日  | Wii U                  | スーパーマリオをテーマにした世界などのスキンをセットにした「スーパーマリオ マッシュアップパック」が搭載 |
| マリオ&ソニック AT リオオリンピック                                        | 任天堂・セガ                               | 2016年7月23日  | Wii U                  | - |
| ペーパーマリオ カラースプラッシュ                                          | 任天堂                                     | 2016年10月13日 | Wii U                  | - |
| マリオパーティ スターラッシュ                                              | 任天堂                                     | 2016年10月20日 | 3DS                    | - |
| スーパーマリオメーカー for ニンテンドー3DS                                 | 任天堂                                     | 2016年12月1日  | 3DS                    | - |
| マリオスポーツ スーパースターズ                                            | 任天堂                                     | 2017年3月30日  | 3DS                    | - |
| マリオカート8 デラックス                                                   | 任天堂                                     | 2017年4月28日  | Switch                 | - |
| Minecraft: Nintendo Switch Edition                                         | マイクロソフト                             | 2017年5月12日  | Switch                 | スーパーマリオをテーマにした世界などのスキンをセットにした「スーパーマリオ マッシュアップパック」が搭載 |
| Minecraft: New Nintendo 3DS Edition                                        | マイクロソフト                             | 2017年9月14日  | 3DS                    | スーパーマリオをテーマにした世界などのスキンをセットにした「スーパーマリオ マッシュアップパック」が搭載 |
| アーケードアーカイブス マリオブラザーズ                                    | ハムスター                                 | 2017年9月27日  | Switch                 | アーケードゲーム版の移植                                                                                |
| マリオ&ルイージRPG1 DX                                                     | 任天堂                                     | 2017年10月5日  | 3DS                    | - |
| スーパーマリオ オデッセイ                                                  | 任天堂                                     | 2017年10月27日 | Switch                 | - |
| アーケードアーカイブス VS.スーパーマリオブラザーズ                         | ハムスター                                 | 2017年12月22日 | Switch                 | アーケードゲーム版の移植                                                                                |
| マリオパーティ100 ミニゲームコレクション                                   | 任天堂                                     | 2017年12月28日 | 3DS                    | - |
| マリオ+ラビッツ キングダムバトル                                           | 任天堂                                     | 2018年1月18日  | Switch                 | - |
| マリオテニス エース                                                        | 任天堂                                     | 2018年6月22日  | Switch                 | - |
| メイド イン ワリオ ゴージャス                                              | 任天堂                                     | 2018年8月2日   | 3DS                    | - |
| スーパー マリオパーティ                                                    | 任天堂                                     | 2018年10月5日  | Switch                 | - |
| 大乱闘スマッシュブラザーズ SPECIAL                                         | 任天堂                                     | 2018年12月7日  | Switch                 | - |
| アーケードアーカイブス ドンキーコングJR.                                   | ハムスター                                 | 2018年12月21日 | Switch                 | アーケードゲーム版の移植                                                                                |
| マリオ&ルイージRPG3 DX                                                     | 任天堂                                     | 2018年12月27日 | 3DS                    | - |
| New スーパーマリオブラザーズ U デラックス                                  | 任天堂                                     | 2019年1月11日  | Switch                 | - |
| TETRIS 99                                                                  | 任天堂                                     | 2019年2月14日  | Switch                 | 過去のマリオシリーズの一部作品がゲーム画面のテーマとして登場                                            |
| スーパーマリオメーカー2                                                    | 任天堂                                     | 2019年6月28日  | Switch                 | - |
| アーケードアーカイブス ピンボール                                          | ハムスター                                 | 2019年8月30日  | Switch                 | アーケードゲーム版の移植                                                                                |
| ルイージマンション3                                                        | 任天堂                                     | 2019年10月31日 | Switch                 | - |
| マリオ&ソニック AT 東京2020オリンピック                                    | 任天堂                                     | 2019年11月1日  | Switch                 | - |
| あつまれ どうぶつの森                                                      | 任天堂                                     | 2020年3月20日  | Switch                 | マリオシリーズの家具として登場                                                                          |
| アーケードアーカイブス VS.レッキングクルー                                 | ハムスター                                 | 2020年5月1日   | Switch                 | アーケードゲーム版の移植                                                                                |
| 世界のアソビ大全51                                                         | 任天堂                                     | 2020年6月5日   | Switch                 | トランプ・花札・神経衰弱用カードのデザインとして登場                                                    |
| ペーパーマリオ オリガミキング                                              | 任天堂                                     | 2020年7月17日  | Switch                 | - |
| スーパーマリオ 3Dコレクション                                              | 任天堂                                     | 2020年9月18日  | Switch                 | スーパーマリオ35周年記念タイトル                                                                        |
| SUPER MARIO BROS. 35                                                       | 任天堂                                     | 2020年10月1日  | Nintendo Switch Online | スーパーマリオ35周年記念期間限定オンラインソフト                                                        |
| スーパーマリオ 3Dワールド + フューリーワールド                             | 任天堂                                     | 2021年2月12日  | Switch                 | - |
| マリオゴルフ スーパーラッシュ                                              | 任天堂                                     | 2021年6月25日  | Switch                 | - |
| おすそわける メイド イン ワリオ                                            | 任天堂                                     | 2021年9月10日  | Switch                 | - |
| マリオパーティ スーパースターズ                                            | 任天堂                                     | 2021年10月29日 | Switch                 | - |
| マリオストライカーズ バトルリーグ                                          | 任天堂                                     | 2022年6月10日  | Switch                 | - |
| マリオ+ラビッツ ギャラクシーバトル                                         | 任天堂                                     | 2022年12月2日  | Switch                 | チャールズ・マーティネーがマリオを演じた最後の作品                                                      |
| スーパーマリオブラザーズ ワンダー                                          | 任天堂                                     | 2023年10月20日 | Switch                 | ケビン・アフガニがマリオを演じた最初の作品                                                              |
| 超おどる メイド イン ワリオ                                                | 任天堂                                     | 2023年11月3日  | Switch                 | - |
| スーパー マリオパーティ ジャンボリー                                       | 任天堂                                     | 2024年10月17日 | Switch                 | - |
| マリオ&ルイージRPG ブラザーシップ!                                         | 任天堂                                     | 2024年11月7日  | Switch                 | - |

### ゲーム&ウオッチ
- ドンキーコング（救助マンの名称で登場）
- ドンキーコングJR.（敵役）
- ドンキーコング2（敵役）
- マリオブラザーズ
- マリオズ・セメントファクトリー（英語版）
- マリオズ・ボン・アウェイ（英語版）
- ドンキーコングホッケー（英語版）
- ドンキーコングサーカス（英語版）
- スーパーマリオブラザーズ（クリスタルスクリーン版）
- スーパーマリオブラザーズ（ニューワイド版）
- マリオジャグラー
- ゲーム&ウオッチ スーパーマリオブラザーズ[47]

### amiibo
対応ソフトについては、amiiboの公式サイトを参照。
- マリオ（大乱闘スマッシュブラザーズシリーズ、2014年12月6日発売）
- マリオ（スーパーマリオシリーズ、2015年3月12日発売）
- ドクターマリオ（大乱闘スマッシュブラザーズシリーズ、2015年7月30日発売）
- マリオ【クラシックカラー】（SUPER MARIO BROS. 30thシリーズ、2015年9月10日発売）
- マリオ【モダンカラー】（SUPER MARIO BROS. 30thシリーズ、2015年9月10日発売）
- マリオ【ゴールドVer.】（スーパーマリオシリーズ、2015年12月17日発売）
- 『マリオスポーツ スーパースターズ』amiiboカード（2017年3月30日発売）
- マリオ【ウェディングスタイル】（スーパーマリオシリーズ、2017年10月27日発売）

このほか、日本国外では「Mario - Silver Edition (Super Mario series)」が発売された。

### PC
『マリオブラザーズスペシャル』と『パンチボールマリオブラザーズ』はアーケードゲーム版を基にステージやルールが変更された作品である。発売はハドソン。
- マリオブラザーズスペシャル - PC-8001mkII、PC-8800シリーズ、PC-6000シリーズ、FM-7、MZ-2200、X1、MZ-1500、SMC-777。
- パンチボールマリオブラザーズ - PC-8001mkII、PC-8800シリーズ、PC-6000シリーズ、FM-7、MZ-1500、JX。
- スーパーマリオブラザーズスペシャル - PC-8800シリーズ。

### スマートデバイス
- SUPER MARIO RUN - iOS（2016年12月15日配信開始）、Android（2017年3月23日配信）
- ドクターマリオ ワールド - iOS、Android（2019年7月10日配信）
- マリオカート ツアー - iOS、Android（2019年9月25日配信）
- レゴ® スーパーマリオ™- iOS、Android（2020年7月10日配信）

### 日本未発売
アーケードはAC、FCはNES、SFCはSNES、MacintoshはMac、コンパクトディスクインタラクティブはCD-Iとそれぞれ表記する。
- VS Dr.Mario（AC）
- Tetris & Dr.Mario（SNES）
- Dr.MARIO 64（N64） - 後に国内作品の『NINTENDOパズルコレクション』に『Dr.MARIO』として収録された。
- Mario is Missing!（PC・SNES・NES） - 主人公はルイージで、囚われたマリオを助け出す。
- Mario's Time Machine（PC・SNES・NES）
- Mario's Early Yearsシリーズ（SNES） - その他、マリオ関連の教育ソフトウェアについてはen:List of Mario educational gamesも参照。
- DONKEY KONG CIRCUS（G&W）
- SUPER MARIO BROS.（G&W）
- MARIO THE JUGGLER（G&W）
- マリオパーティカードe（GBA）
- Mario Teaches Typing
MS-DOS、1991年発売。1995年にはWindows版とMac版も発売。
- Mario Teaches Typing 2
Windows、1997年発売。Windows 3.x版も存在する。
- Hotel Mario（CD-I）
- Mario's Game Gallery
Windows、1995年発売。1996年にはMac版も発売。

### アーケードゲーム
任天堂発売
- ドンキーコング
- ドンキーコングJR.（敵役。初めてマリオの名前が登場）
- マリオブラザーズ
- VSテニス（審判として登場）
- VSレッキングクルー
- ピンボール（ボーナスステージで登場）
- パンチアウト!!（観客として登場）
- VSスーパーマリオブラザーズ

ファルコン発売
- クレイジーコング
- クレイジーコングPART II

バンダイナムコエンターテインメント開発
- 太鼓の達人8～（マリオの曲で踊り子の代わりとして登場）
- マリオカート アーケードグランプリ
- マリオカート アーケードグランプリ2
- マリオカート アーケードグランプリDX
- マリオカート アーケードグランプリVR

セガ・インタラクティブ開発
- マリオ&ソニック AT リオオリンピック アーケードゲーム

#### メダルゲーム
全てカプコンから発売
- スーパーマリオ 不思議のジャンジャンランド[49]
- スーパーマリオ 不思議のころころパーティ
- スーパーマリオ 不思議のころころパーティ2
- マリオパーティ ふしぎのコロコロキャッチャー
- New スーパーマリオブラザーズ Wii コインワールド
- マリオパーティ くるくる!カーニバル[50]

#### その他
- マリオボウル （MARIO BOWL）（「スーパーマリオワールド」を舞台に最大６人で出来るマリオのボウリング）

### 漫画
- スーパーマリオランド
- スーパーマリオくん
- ドクターマリオくん
- スーパーマリオブラザーズ2
- GOGO!マリオワールド
- ゴー!!ゴー!!マリオカート
- 本山一城版マリオコミックシリーズ
- スーパーマリオ4コママンガ劇場シリーズ（エニックス〈現スクウェア・エニックス〉）
- スーパーマリオショートコミック劇場（エニックス〈現スクウェア・エニックス〉）
- 4コマまんが王国シリーズ
  - スーパーマリオ 4コマまんが王国（双葉社）
  - スーパーマリオ64 4コマまんが王国
  - ★スーパーマリオ★ヨッシーアイランド 4コマまんが王国、など
- SUPER MARIO ADVENTUREシリーズ(日本未発売)
- 吉田戦車 ※モチーフとして登場
  - はまり道
  - ニューはまり道
  - 吉田戦車のゲーム漫画大集

### 小説
- スーパーマリオブラザーズ物語 - ヨルカ・ヘッドルーム出版事業部編著。『スーパーマリオブラザーズ3』準拠だが、ルイージはマリオの兄弟ではなく、キノコ王国の隣国の王子という設定。

### 実写・アニメ
映画
- スーパーマリオブラザーズ ピーチ姫救出大作戦!（アニメーション映画、1986年）
- スーパーマリオ 魔界帝国の女神（実写映画、1993年、アメリカ）
- ピクセル（実写映画、2015年、アメリカ・日本）
- ザ・スーパーマリオブラザーズ・ムービー（アニメーション映画、2023年、アメリカ、日本）

OVA
- アマダアニメシリーズスーパーマリオ（OVA、1989年）

### コラボレーション

#### ゲームソフト
バンダイナムコエンターテインメント（旧・バンダイナムコゲームス）
- パックマン（『マリオカート アーケードグランプリ』シリーズ）
- まめっち（『マリオカート アーケードグランプリ2』）
- 和田どん&和田かつ（『マリオカート アーケードグランプリDX』、『太鼓の達人8』以降のシリーズ作品（『太鼓の達人DS』、『太鼓の達人Wii』他））

スクウェア・エニックス
- ドラゴンクエストシリーズのキャラクター（『いただきストリートDS』、『いただきストリートWii』、『MARIO SPORTS MIX』）
- ファイナルファンタジーシリーズのキャラクター（『マリオバスケ 3on3』、『MARIO SPORTS MIX』）

セガゲームス
- ソニックシリーズのキャラクター（『マリオ&ソニック AT 北京オリンピック』、『マリオ&ソニック AT バンクーバーオリンピック』、『マリオ&ソニック AT ロンドンオリンピック』、『マリオ&ソニック AT ソチオリンピック』、『マリオ&ソニック AT リオオリンピック』、『マリオ&ソニック AT 東京2020オリンピック』)

ガンホー・オンライン・エンターテイメント
- たまドラ（『パズル&ドラゴンズ スーパーマリオブラザーズ エディション』）

ユービーアイソフト
- ラビッツ（『マリオ+ラビッツ キングダムバトル』、『マリオ+ラビッツ ギャラクシーバトル』）

## その他
- 任天堂の地元・京都市に本店を置く京都信用金庫のイメージキャラクターを1993年より務めている。
- 京都地方法務局などが運営する「子どもの人権110番」の啓発用ポスターやミニカレンダーに、1999年よりマリオ等のキャラクターが採用されている。
- 2003年11月7日から2004年1月15日まで任天堂が実施していた「ホットマリオキャンペーン」の一環で、SMAPの稲垣吾郎がマリオ（イナガキマリオ）に扮してCMに登場した。
- 2005年末から2006年1月の期間に行われたパルコのキャンペーン「PARCOグランバザール」の広告やテレビCMで、『スーパーマリオブラザーズ』のドット絵仕様のマリオが紋付羽織袴姿で登場した[51]。
- 2005年から2006年冬に任天堂が実施した「HOT MARIO BROS.」キャンペーンで、ナインティナインがマリオ（岡村隆史）とルイージ（矢部浩之）に扮してCMに登場した。また、2006年7月発売の『マリオバスケ 3on3』のCMで再び登場している。
- 2009年4月30日放送の『ひみつの嵐ちゃん!』でマリオの着ぐるみがゲスト出演。同年5月14日の放送ではマリオ決戦で優勝した松本潤に自分の像をプレゼントした。
- 2009年12月28日放送の『DOORS 2009厳冬』の1st STAGEで応援ゲストとして登場した。
- 2010年3月30日放送の『超『ぷっ』すま!! 春の京都!!芸能人&食通が教える超穴場グルメ人気No.1&超有名企業のウラ側すべて見せますSP!!』で任天堂本社に一行が行った時、絵心クイズのお題となり、審査員役として登場。これで下位となった草彅剛はマリオに扮することになった。
- 2011年発売の『スーパーマリオ 3Dランド』の広告等にて二宮和也がマリオに扮してCMに登場した。
- 2013年に公開された映画『シュガー・ラッシュ』にゲスト出演する予定だったが脇役として個性を出すのは難しいと保留になり、名前のみの登場となった。作中では主人公ラルフの相方であるフェリックスの友人とされている。
- 2014年発売のメルセデス・ベンツ・GLAクラスの日本向けCMで、同車に乗るマリオが登場した。のちに、メルセデス・ベンツ・GLAクラスは、マリオカート8やスーパーマリオメーカーにも登場した。
- 京都府警察、大阪府警察、兵庫県警察、一般社団法人日本損害保険協会が実施している自動車関連犯罪被害防止のための施策を啓発するポスターの2014年度版に、カートに乗ったマリオが描かれている[52]。
- ロッテのチューインガム「Fit's」とのコラボレーション製品として「マリオの無敵スター味」（ジンジャーエール味）と「ルイージの無限UP味」（メロンソーダ味）が2015年5月12日に発売された[53]。
- 「風神雷神図屏風」をモチーフにし、マリオが雷神、ルイージが風神に扮した姿を描いた屏風「マリオ&ルイージ図屏風」が2015年10月23日から11月29日まで京都市の美術館「美術館「えき」KYOTO」で展示された。この屏風は、造形芸術の流派・琳派の誕生400周年と『スーパーマリオブラザーズ』発売30周年を共に記念するものとして、画家の山本太郎により制作された[54][55]。

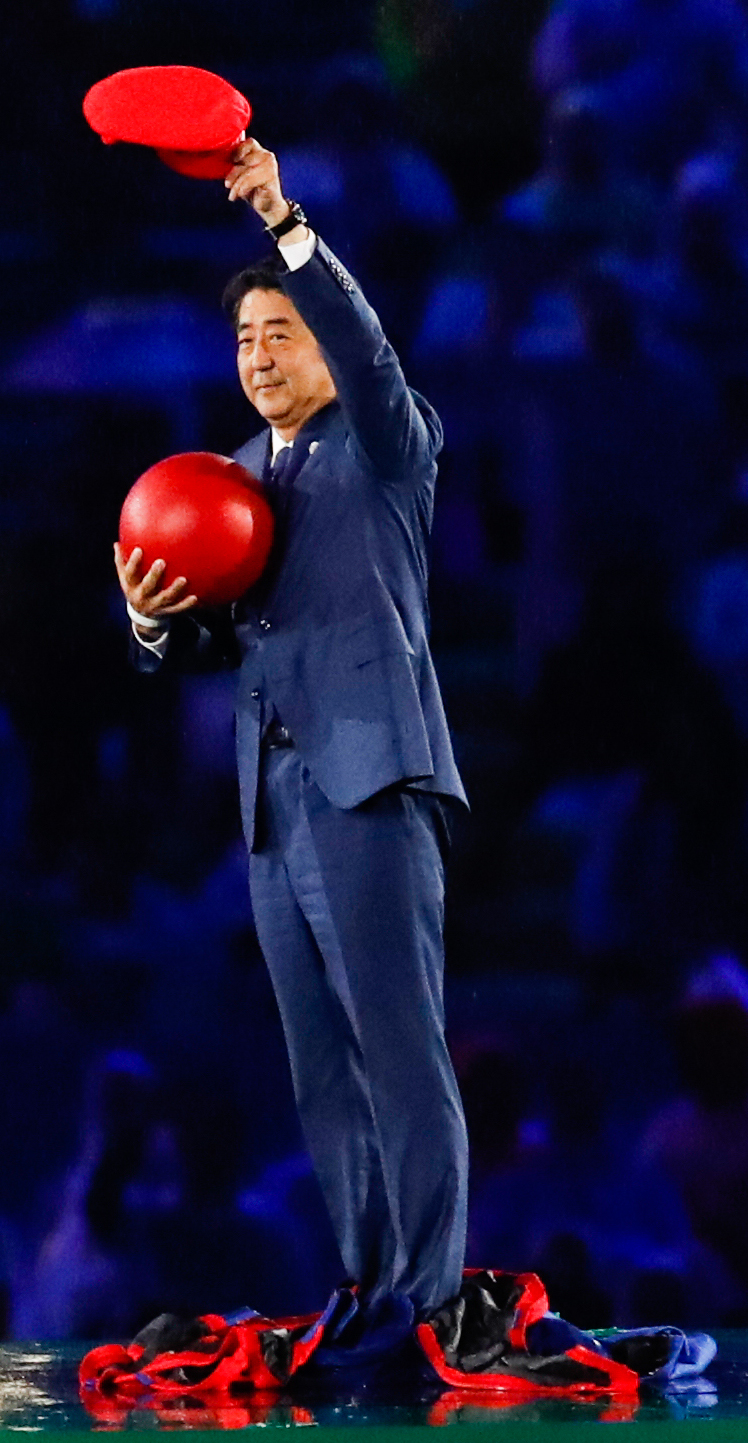
2016年リオデジャネイロオリンピック閉会式に登場した安倍晋三首相

- 2016年開催のリオデジャネイロオリンピック閉会式で行われた2020年東京オリンピックの紹介演目では、安倍晋三首相がマリオに変身して日本の渋谷スクランブル交差点からリオデジャネイロへ向かい、会場のマラカナン・スタジアムに設置された緑の土管から登場するという演出があった。また、この中ではドラえもんとの共演も果たした[56]。
- 「ユニクロ」から、任天堂がテーマの「UT GRAND PRIX 2017」の受賞作品をTシャツにデザインした「UTGPコレクション」が登場。その中にはスーパーマリオをデザインテーマとして採用したものも含まれ、2017年5月19日(金)より発売された[57]。
- 化粧品ブランド「シュウ ウエムラ」とのコラボレーションとして、『スーパーマリオブラザーズ』のマリオやピーチ姫などのドット絵が表面にプリントされた様々な製品が2017年11月1日より順次発売されている[58][59]。
- Googleの地図検索サービス「Google マップ」で、2018年3月10日から一週間、目的地の検索時にカートに乗ったマリオが道案内をするという演出が加えられた。なお、開始日については、3月10日のアメリカでの英語表記「Mar.10」が「Mario」に似ており「マリオの日」と呼ばれていることに由来している[60][61]。
- セイコーウオッチが製造・販売している腕時計「ALBA」シリーズの一種として、『スーパーマリオブラザーズ』のドット絵のマリオが描かれたモデル「スーパーマリオ ウオッチコレクション」が2019年9月20日に発売[62][63]。
- リーバイスとのコラボレーション商品として、マリオシリーズのキャラクターやアイテムの絵があしらわれたジーンズやオーバーオール、パーカーなどが2020年4月1日より発売された[64]。
- ユニクロより2019年4月1日から、スーパーマリオをモチーフにした「SUPER MARIO FAMILY MUSEUM」が発表。各種Tシャツが販売された[65]。2020年1月からマリオカートをモチーフにしたTシャツ＆パーカーを発売[66]。2020年4月10日から、スーパーマリオの新作Tシャツが発売された[67]。
- 「レゴ」と「スーパーマリオ」のコラボレーション商品「レゴ スーパーマリオ」（LEGO SUPER MARIO）[68][69]が2020年8月1日発売された[70]。スターターセットを含む3セットについて、2020年7月10日より日本での先行発売を開始した[71]。また8月1日より大人向けのレゴ スーパーマリオのセット「LEGO Nintendo Entertainment System」が発売された[72]。後に「レゴ ルイージ」（LEGO LUIGI）も登場し、日本では2021年7月10日より先行発売された[73][74]。2021年8月1日より全世界で発売予定。
- 「スーパーマリオブラザーズ35周年」と山手線沿線を中心とした東京エリアの魅力発信プロジェクト「FUN! TOKYO!」とのコラボ企画スタンプラリー、「JR東日本 スーパーマリオ PLAY! TOKYO!」をJR東日本が、2020年10月8日から2020年12月17日まで開催[75][76]。
- スイス腕時計メーカー「タグ・ホイヤー」と、「スーパーマリオブラザーズ」とのコラボ腕時計が2021年7月10日に発表され、日本では同年7月15日に限定2000本、価格は税込みで25万8000円で発売された[77]。
- ルームウェアブランド「gelato pique（ジェラート ピケ）」は、『スーパーマリオ』をテーマにした「SUPER MARIO meets gelato pique」を2021年9月13日（月）12時から発売すると発表[78]。

## 担当声優・俳優

### 声優
ゲーム作品での配役
- ロナルド・B・ルーベン -『Mario Teaches Typing』
- 古谷徹 - サテラビュー、てれびっこ『マリオとヨッシーの冒険ランド』、アーケード『マリオうんどうかい』、アーケード『ブーブーマリオ』
- マーク・グラウェ -『Hotel Mario』
- ニック・グレイザー -『Mario is Missing!』
- チャールズ・マーティネー - ピンボール『Super Mario Bros.』、「Mario in Real Time」、『Mario's Game Gallery』、『スーパーマリオ64』（1996年）から『マリオ+ラビッツ ギャラクシーバトル』（2022年）までに発売された全ゲーム作品
- ケビン・アフガニ -『スーパーマリオブラザーズ ワンダー』（2023年）以降のゲーム作品

メディアミックス作品での配役
- ピーター・カレン - テレビアニメ『Saturday Supercade』
- 大竹宏 - ゲーム攻略ビデオ『スーパーマリオブラザーズ マリオの大冒険』
- 古谷徹 - 劇場アニメ『スーパーマリオブラザーズ ピーチ姫救出大作戦!』、OVA『アマダアニメシリーズスーパーマリオ』、スーパーゲームボーイ等のCM
- ルー・アルバーノ - テレビアニメ『The Super Mario Bros. Super Show!』
- ウォーカー・ブーン - テレビアニメ『The Adventures of Super Mario Bros. 3』、テレビアニメ『Super Mario World（TVシリーズ）』
- 佐々木望 - CD『SUPER MARIO BROS. SPECIAL』DJパート
- 松田重治 -『マリオペイント』CM
- 富山敬 -『マリオオープンゴルフ』CM、『サテラビュー』CM
- 富田耕生 - 実写映画『スーパーマリオ 魔界帝国の女神』（ソフト版、日本テレビ版）、プロモーションビデオ『スーパーマリオコレクション』
- クリス・プラット - 劇場アニメ『ザ・スーパーマリオブラザーズ・ムービー』
- 宮野真守 - 劇場アニメ『ザ・スーパーマリオブラザーズ・ムービー』（特別日本語版）

### 俳優
- ラリー・モラン - 穀物「Donkey Kong Cereal」CM
- ボブ・ホスキンス - 実写映画『スーパーマリオ 魔界帝国の女神』

### マリオとチャールズ・マーティネー
1996年発売のゲーム『スーパーマリオ64』よりチャールズ・マーティネーによる声が付いた。なお、日本未発売された作品も含めると1994年に北米で発売されたMS-DOS向けのゲーム『Mario Teaches Typing』から既に声を当てていた。
チャールズはマリオを始め、ルイージ、ワリオ、ワルイージなどの専任声優として長年活動していたが、2023年に全ての役の引退を発表。ゲームにおける最後の出演作品は『マリオ+ラビッツ ギャラクシーバトル』であった。2023年発売のゲーム『スーパーマリオブラザーズ ワンダー』からはマリオのボイスは新たな声優としてケビン・アフガニが起用された。なお、チャールズは引退後も親善大使となり、ファンとの交流活動などを行っていく。

## 関連項目

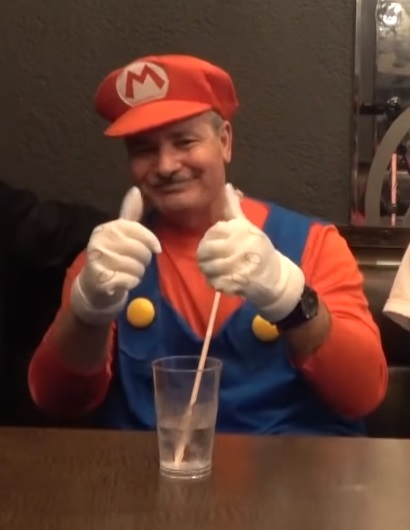
マリオに扮したカルロス・ポンセ